# Кобзон, Иосиф Давыдович
Ио́сиф Давы́дович Кобзо́н (укр. Йосип Давидович Кобзон; 11 сентября 1937, Часов Яр, Сталинская область, Украинская ССР, СССР — 30 августа 2018, Москва, Россия) — советский и российский эстрадный певец (баритон), политический и общественный деятель, музыкальный педагог. Герой Труда Российской Федерации (2016), Герой Донецкой Народной Республики (2015). Народный артист СССР (1987), заслуженный гражданин Молдавии (2007), лауреат Государственной премии СССР (1984) и премии Ленинского комсомола (1976).
Депутат Государственной думы Федерального собрания РФ II—VII созывов (1997—2018). Председатель комитета ГД РФ по культуре (2003—2011), первый заместитель председателя комитета ГД РФ по культуре (2012—2018). Член партии «Единая Россия» (2007—2018). Был почётным гражданином 29 городов, но впоследствии лишён некоторых званий.

## Биография

### Ранние годы
Иосиф Кобзон родился 11 сентября 1937 года в городе Часов Яр (Сталинская область УССР, ныне — Донецкая область, Украина) в еврейской семье. В конце 1939 года семья переехала во Львов, где его отец Давид Кунович Кобзон был назначен начальником отдела кадров конфетной фабрики имени С. М. Кирова. В начале войны вся семья была эвакуирована в Узбекистан (отец и мать Ида Исаевна Шойхет с тремя сыновьями, бабушкой и братом-инвалидом, а также бабушка, дедушка и дядя со стороны отца). Конечным пунктом их назначения стал город Янгиюль под Ташкентом. Оттуда отец ушёл на фронт политруком, в 1943 году он был сильно контужен и после лечения демобилизован, но к семье не вернулся. Встретив другую женщину, он женился на ней и навсегда остался в Москве.

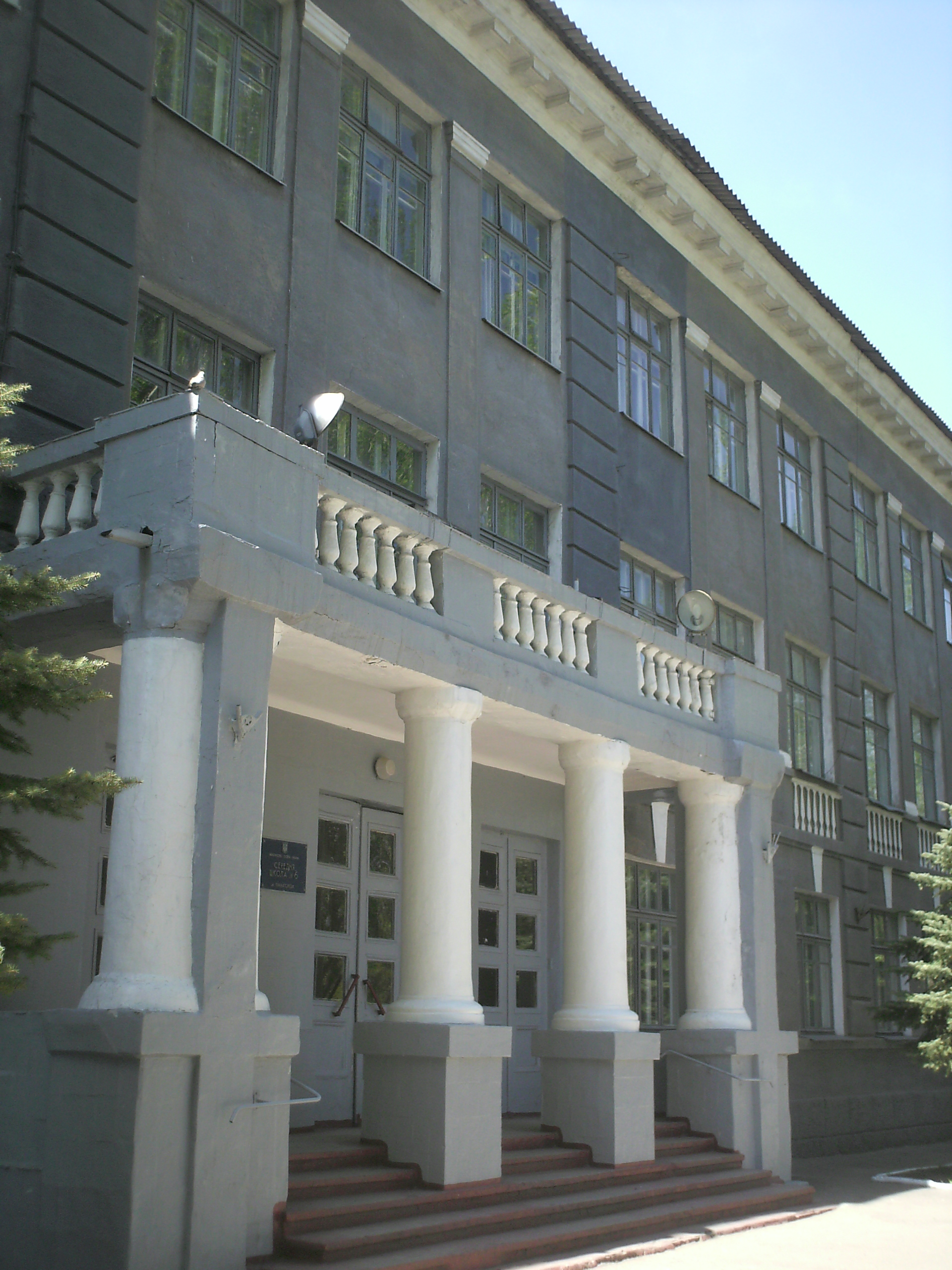
Школа № 6 Краматорска, в которой учился И. Кобзон

В 1944 году семья вернулась на Украину — в Краматорск. Там же Кобзон пошёл в первый класс средней школы № 6. В 1946 году мать повторно вышла замуж за бывшего фронтовика Моисея Моисеевича Раппопорта, работавшего завмагом на Троицком рынке. Так у Иосифа появилось ещё два единоутробных брата и сестра. В конце 1940-х годов семья переехала в Днепропетровск, где до 1957 года снимала комнату у отставного полковника в одноэтажном домике по улице Димитрова, 16. В домовой книге фамилия семьи была записана как «Копзон»; в полученном Иосифом паспорте фамилия была написана уже правильно, кроме того из Давидовича он стал Давыдовичем. Два года, до 8-го класса, Иосиф проучился в школе № 48, где был отличником.
В 1956 году окончил Днепропетровский горный техникум. Его первые публичные выступления состоялись на сцене техникума, где он исполнял песни дуэтом с будущим чемпионом Украинской ССР по бадминтону Борисом Баршахом. Во время учёбы увлёкся боксом, выиграл первенство Днепропетровска среди юношей, затем чемпионат Украины, но бросил спорт после того, как первый раз оказался в нокауте. Учился в техникуме в основном на четвёрки и получал значительную по тем временам стипендию — 180 рублей.
С 1956 по 1959 год служил в армии, где был приглашён в ансамбль песни и пляски Закавказского военного округа. Его учителем пения после увольнения в запас из армии стал Леонид Терещенко, руководитель хора Днепропетровского дворца студентов. Он готовил его к поступлению в Одесскую консерваторию. Терещенко вспоминал:

После хоровых упражнений мы занимались по индивидуальной программе. Вхожу, а мой ученик стоит на сцене у моего друга Виктора Фальковского и исполняет песню, при этом так напрягает горло — ужас! Старается звучать должным образом на фоне эстрадной «меди»! Я ему говорю: «Горлань на здоровье, но голос ты посадишь». Ему же нельзя было надрываться до того, как окончательно поставит вокал, который звучал день ото дня лучше. И эстраду он петь тогда перестал.

Чтобы помочь ученику, Терещенко устроил его в бомбоубежище Днепропетровского химико-технологического института протирать спиртом противогазы, с окладом 50[дореформенных?] рублей. Там певец и проработал до своего отъезда в Москву.

### Творческая деятельность

#### Вехи карьеры певца

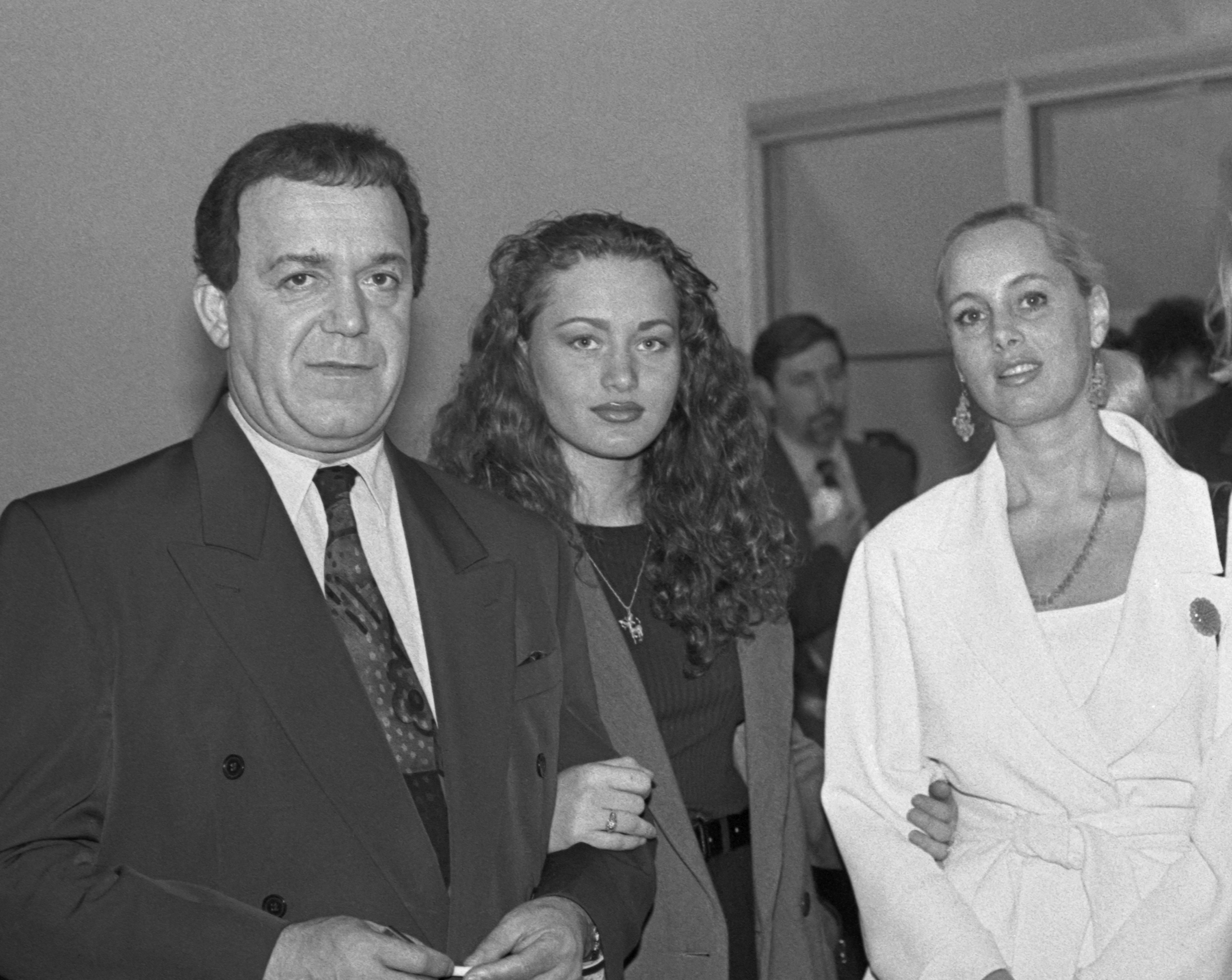
С дочерью Натальей и супругой Нинель, Москва, 1993, автор фото: Лев Медведев

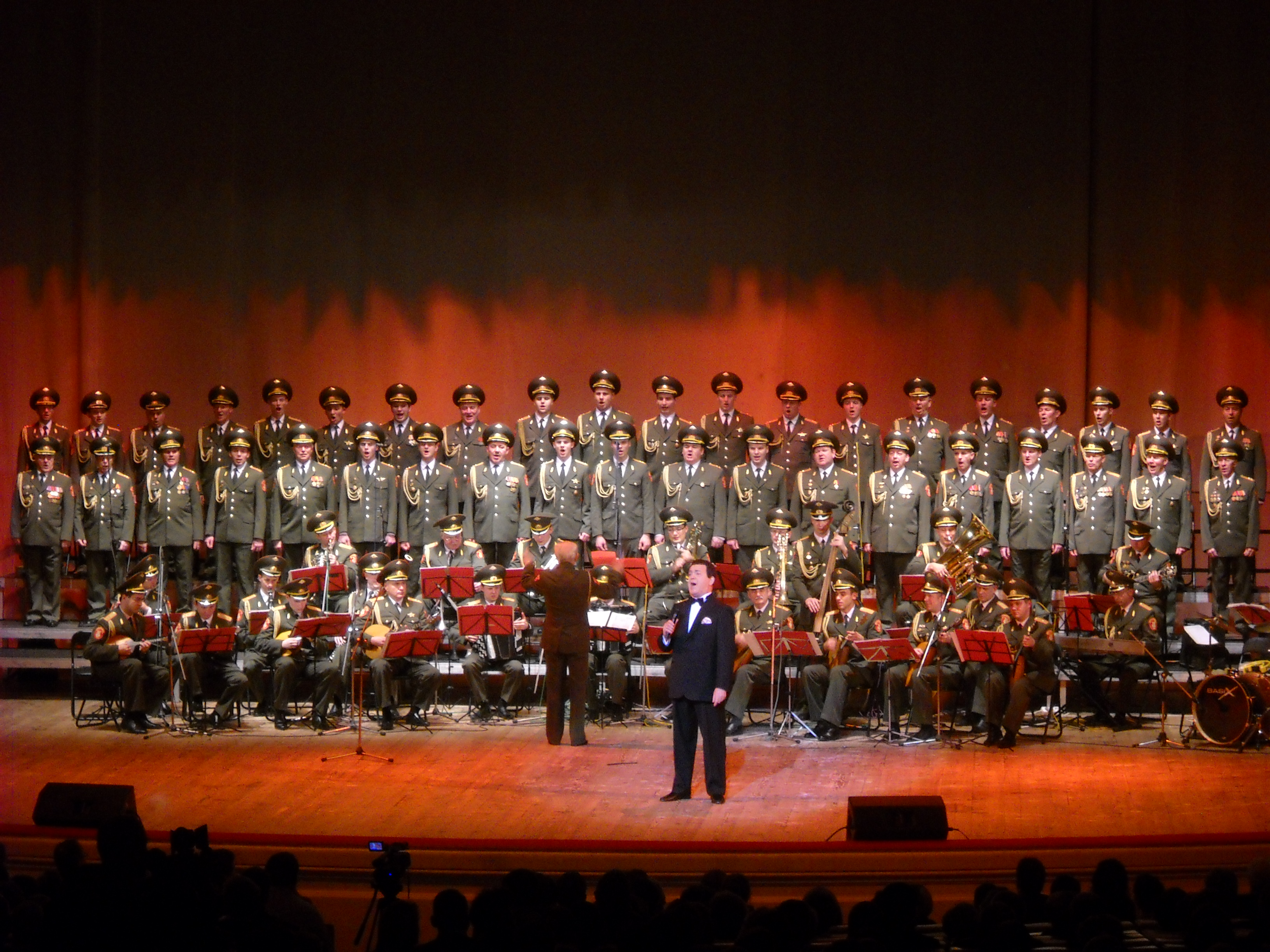
C Ансамблем песни и пляски Российской армии имени Александрова. Варшава. 2009 год

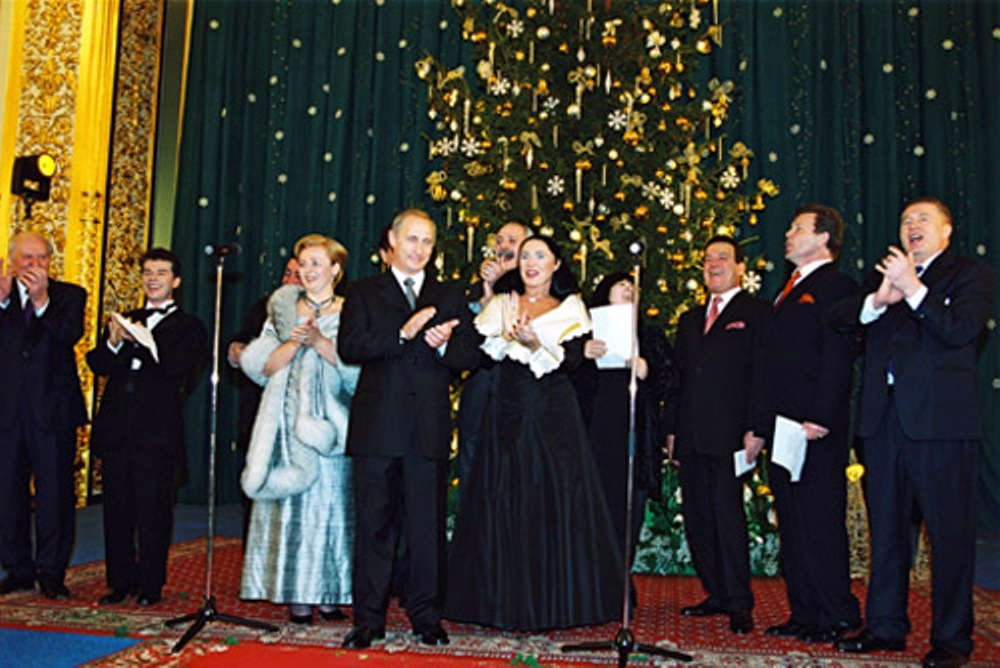
С президентом РФ В. Путиным, политиками и деятелями культуры России на праздновании Нового года. 30 декабря 2000 года

В 1959 году после армии в Москве Кобзон поступал сразу в несколько учебных заведений: ГМПИ имени Гнесиных, Консерваторию, ГИТИС, Мерзляковское училище. Он поступил на вокальный факультет Государственного музыкально-педагогического института имени Гнесиных.
Кобзон был членом комитета комсомола и стал ответственным за распределение студентам бесплатных билетов в театры, консерваторию и концертные залы, поэтому имел возможность часто посещать концерты лучших певцов.
С 1959 года работал в Цирке на Цветном бульваре в программе Марка Местечкина вокалистом — исполнял песню «Мы артисты цирковые…», что не только позволило поначалу решить материальные проблемы, но и, по словам артиста, дало «возможность видеть настоящий творческий труд — труд до изнеможения, до кровяных мозольных ссадин».
Кобзон пригласил своего сокурсника Виктора Кохно, и они начали работать вместе, в их репертуаре появились песни композиторов Аркадия Островского, Долуханяна, Фрадкина, Френкеля, Пахмутовой, Колмановского, Мурадели, Туликова и др. Стали выступать в Колонном зале Дома Союзов и в Доме композиторов. Ректор института поставил вопрос о необходимости выбора или постоянных выступлений, или учёбы. Кобзон бросил институт и стал работать самостоятельно, поехал с сольными концертами на Дальний Восток и в Сибирь.
В 1959—1962 годах Иосиф Кобзон — солист Всесоюзного радио, в 1963—1965 годах — солист-вокалист Госконцерта, в 1965—1989 годах — солист-вокалист Москонцерта.
В марте 1962 года в передаче «С добрым утром!» прозвучали первые песни дворового цикла: «А у нас во дворе…» Аркадия Островского в исполнении Кобзона. В том же 1962 году Кобзон впервые появился на Всесоюзном телевидении, исполнив в одном из выпусков «Голубого огонька» песню А. Н. Пахмутовой «Куба — любовь моя». Исполнение запомнилось телезрителям, в частности, тем, что певец появился в облике повстанца-барбудос, с автоматом в руке и приклеенной бородой.
В 1964 году Кобзон стал лауреатом Всероссийского конкурса артистов эстрады.
В июле 1964 года в городе Грозном состоялся Первый музыкальный фестиваль Чечено-Ингушской АССР, куда приехал и Кобзон. 25 февраля 1965 года в газете «Советская Россия» вышел фельетон Ю. Дойникова «Лавры чохом», где Президиум Верховного Совета Чечено-Ингушской АССР критиковался за присвоение Кобзону звания заслуженного артиста республики несмотря на то, что он пробыл там лишь несколько дней. В итоге Кобзона отстранили от теле- и радиоэфира, ему запрещено было давать концерты в Москве; опала длилась больше года.
В середине 1960-х годов Кобзон принял участие в ряде международных конкурсов песни. Он стал, в частности, лауреатом Международного фестиваля эстрадной песни в Сопоте (Польша, 1964 год), Международного фестиваля песни «Дружба-66» (проходил в 6 туров: в СССР, Польше, ГДР, Чехословакии, Венгрии и Болгарии) и Музыкального фестиваля «Золотой Орфей» (Болгария, 1968 год).
С начала 1970-х годов вёл сольную карьеру. Самый первый выпуск «Песни года» (1971 год) открывался песней Оскара Фельцмана и Роберта Рождественского «Баллада о красках» в исполнении певца.
В 1975 году окончил Университет марксизма-ленинизма МГК КПСС.
С 1984 года работал художественным руководителем вокально-эстрадного отделения Музыкально-педагогического института имени Гнесиных и преподавал там эстрадный вокал (с 1993 года — профессор). Среди его выпускников — эстрадные певицы Ирина Отиева, Валентина Легкоступова, Валерия.
11 сентября 1997 года в честь 60-летия со дня своего рождения дал юбилейный концерт «Я песне отдал всё сполна» в ГЦКЗ «Россия», который продолжался более 10 часов.
11 сентября 2007 года отпраздновал 70-летие в Государственном Кремлёвском дворце; этому предшествовала серия юбилейных концертов по всем столицам республик СНГ.
В 2012 году заявил, что закончит свою концертную деятельность в день своего 75-летия 11 сентября 2012 года сольным концертом в Государственном Кремлёвском дворце.
C 2016 года стал Президентом Института театрального искусства.

#### Репертуар
Репертуар певца включал наиболее известные песни — патриотические, гражданские советские и комсомольские песни, повествующие о трудовых и воинских подвигах народа; песни, посвящённые Великой Отечественной войне, классические романсы, некоторые оперные и опереточные арии и ариозо. Выступал также с русскими, украинскими и еврейскими народными песнями. Всего более трёх тысяч песен.
Исполнял бардовские песни Б. Окуджавы «О синем троллейбусе», «Молитва Франсуа Вийона», «Песенка об Арбате», В. Высоцкого «Он не вернулся из боя», А. Дольского «Господа офицеры» и другие.
В 1980-х годах записал на грампластинки и вернул слушателям большое количество лирических и шуточных песен 1930-х годов из репертуара В. Козина, И. Юрьевой, К. Шульженко, К. Сокольского, А. Погодина, Г. Виноградова.
В репертуар входили многие песни из созданных И. Дунаевским, М. Блантером, братьями Покрасс, А. Новиковым, В. Соловьёвым-Седым, М. Фрадкиным, О. Фельцманом, С. Туликовым, А. Пахмутовой, Д. Тухмановым и другими советскими композиторами.

#### Манера исполнения

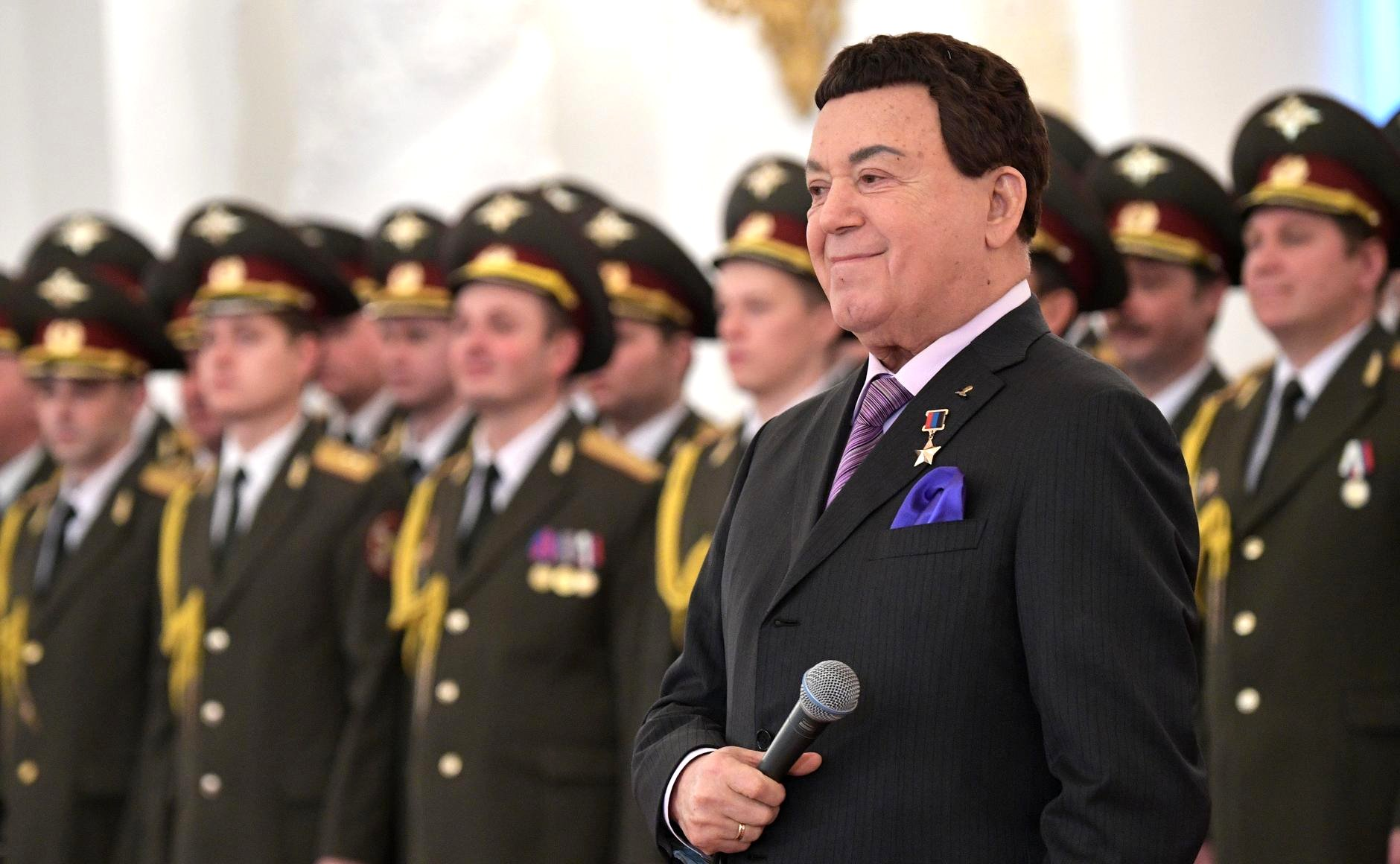
Выступление на торжественном приёме в Кремле по случаю празднования Дня Героев Отечества. 2016 год

В 1960-х годах сформировалась исполнительская манера певца — сочетание техники бельканто с непринуждённостью, вниманием к слову, к поэтической интонации. Певческий голос полностью оформился к 1970-м годам. Звукозаписи 1960-х показывают, что в самом начале карьеры (конец 1950-х — 1960-е годы) Кобзон пел другим звуком, нежели в 1970-е и более поздние годы. Начинал карьеру в дуэте с Виктором Кохно (лирический тенор), репертуар дуэта в основном составляли лирические и гражданские песни Аркадия Островского. Композитор часто сам аккомпанировал певцам на аккордеоне.
Голос Кобзона — лирико-драматический баритон ясной высветленной окраски. Положительные качества — специфический красивый и благородный тембр, моментально узнаваемый с первых звуков, и прекрасная дикция.

#### Отношение коллег
Оценивая роль Кобзона как певца, композитор Раймонд Паулс сформулировал: «Это была огромная эпоха в советской, а затем и российской эстраде». Аналогичные отзывы звучали из уст других деятелей искусства и политиков: «В его исполнении многие вещи стали классическими образцами…» (Пётр Налич, певец), «Он — Человек-эпоха» (Игорь Бутман, саксофонист), «Он был… бесконечно порядочный, прямой и честный человек, который говорил, что он думает, прямо в глаза, что многим не нравилось. Но всё же помнить мы его будем по его песням, незабываемому тембру голоса» (Николай Харитонов, член Госдумы). М. Магомаев иронизировал: «Кобзон спел советских песен больше, чем их существует на самом деле».

### Общественная и политическая деятельность

#### Советский период
В 1960—1970-е годы ездил с концертами на ударные комсомольские стройки, неоднократно входил в состав официальных делегаций, посещающих зарубежные страны с визитами дружбы.
В 1980-е годы неоднократно с концертами выезжал в Демократическую Республику Афганистан, выступал перед военнослужащими Ограниченного контингента советских войск. После аварии на Чернобыльской АЭС выезжал в регион с концертами, выступал перед ликвидаторами катастрофы.
Член КПСС с 1973 года.
С мая 1989 по сентябрь 1991 года — народный депутат СССР от всесоюзных общественных организаций по квоте профессиональных союзов. Входил в состав депутатской группы «Союз», выступавшей за сохранение СССР как федеративного государства.

#### Постсоветский период

##### 1991—1997 годы
12 декабря 1993 года баллотировался в Государственную думу Федерального собрания Российской Федерации первого созыва в составе федерального списка кандидатов, выдвинутого избирательным блоком «Гражданский союз во имя стабильности, справедливости и прогресса», возглавляемого А. Вольским, Н. Бехом и А. Владиславлевым. На выборах в Думу «Гражданский союз» потерпел поражение, получив всего 1 038 193 голосов избирателей (1,93 %), заняв 10-е место из 13 и не сумев преодолеть 5-процентный барьер.
17 декабря 1995 года баллотировался в Государственную думу Федерального собрания Российской Федерации второго созыва в составе федерального списка кандидатов, выдвинутого избирательным объединением «Моё Отечество». Федеральный список кандидатов блока возглавлял Б. Громов, С. Шаталин и И. Кобзон. Избирательное объединение было создано на основе Общественно-политического объединения «Моё Отечество», первоначально, до сентября 1995 года, входившего в состав избирательного блока «Блок И. Рыбкина». По результатам голосования «Моё Отечество» не преодолело 5-процентный барьер, собрав 496 276 голосов (0,72 %).
После Хасавюртовских соглашений в 1996—1997 годах Кобзон ездил с концертами в Грозный, зрители от восторга палили в воздух из автоматов. Шамиль Басаев подарил ему свой пистолет за поддержку народа Ичкерии.

##### Депутат Госдумы (1997—2018)

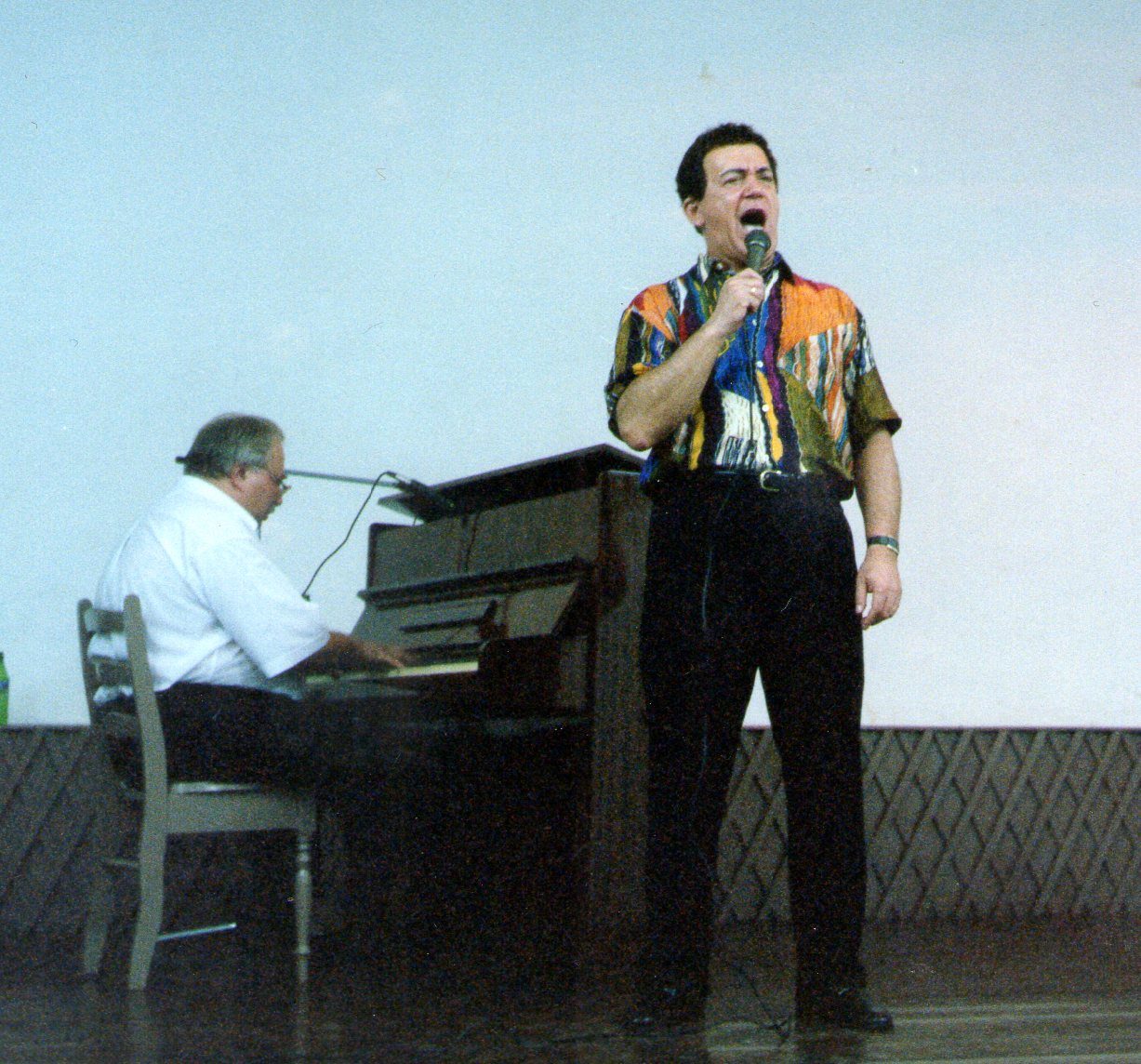
Иосиф Кобзон выступает в российском посольстве в Малайзии (ноябрь 1997)

Несколько раз избирался в Государственную думу от Агинского Бурятского автономного округа.
Впервые был избран в сентябре 1997 года. Входил в число депутатов, не входящих в зарегистрированные депутатские объединения, был избран заместителем председателя комитета по культуре.
В 1999 году вновь избран депутатом Государственной думы, стал членом депутатской группы «Регионы России (Союз независимых депутатов)», был избран заместителем председателя комитета по культуре и туризму. В 2001 году подписал письмо в защиту телеканала НТВ.
В 2003 году в очередной раз был избран депутатом Государственной думы, вошёл во фракцию «Единая Россия». Стал председателем комитета по культуре Государственной думы.
В мае 2003 года решением министра внутренних дел Латвии Мариса Гулбиса был занесён в список лиц, которым запрещается въезд в страну, и ему было отказано во въездной визе. Запрет был обоснован «угрозой государственной безопасности и общественному порядку» и был снят новым главой МВД Эриксом Екабсонсом 21 июня 2004 года.

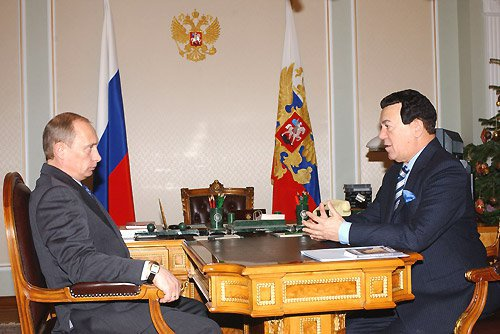
Встреча Президента России Владимира Путина с председателем Комитета Госдумы по культуре Иосифом Кобзоном. 2004 год

В сентябре 2007 года вступил в партию «Единая Россия», несмотря на то, что в 2006 году заявил, что никогда не вступит в партию. В декабре 2007 года году избран депутатом Государственной думы в составе федерального списка кандидатов «Единой России» (Забайкальский край), вошёл в состав фракции «Единая Россия», избран заместителем председателя комитета по информационной политике, информационным технологиям и связи.
В 2011 году избран депутатом Государственной думы ФС РФ VI созыва от Забайкальского края по списку партии «Единая Россия», член фракции «Единая Россия». С января 2012 года — первый заместитель председателя комитета по культуре.
В июле 2015 года в СМИ сообщалось о том, что Кобзон более не намерен переизбираться в Государственную думу. Однако 15 июля 2016 года Центральная избирательная комиссия заверила список кандидатов от «Единой России» в депутаты Государственной думы VII созыва, в котором певец входил под первым номером в четвёртую региональную группу. 18 сентября 2016 года избран депутатом Государственной думы VII созыва в составе федерального списка «Единой России». Наделён полномочиями 5 октября 2016 года. В Госдуме вновь занимал должность первого заместителя председателя комитета по культуре.
Последним депутатским действием Кобзона явилась поддержка им в первом чтении 19 июля 2018 года (до второго он скончался) законопроекта о повышении пенсионного возраста. Законопроект вызвал у большинства россиян отторжение, что проявилось и в реакции российских граждан на смерть Кобзона, несмотря на народную любовь к нему как певцу.

#### Миротворческая деятельность
28 сентября 1993 года по поручению и. о. министра безопасности Николая Голушко и мэра Москвы Юрия Лужкова Кобзон был допущен в блокированное здание Верховного Совета России, где провёл конфиденциальные беседы с вице-президентом Александром Руцким и спикером парламента Русланом Хасбулатовым.
Широко известен своей миротворческой деятельностью во время подавления чеченского сепаратизма в 1990-х годах, а также во время нейтрализации банды Мовсара Бараева, с которыми он вёл переговоры, 23-26 октября 2002 года в здании Театрального центра на Дубровке (Москва).
Во время захвата Театрального центра на Дубровке террористы, по свидетельству его самого, назвали среди политиков, с которыми согласны вести переговоры, Кобзона, Григория Явлинского, Ирину Хакамаду и Бориса Немцова. В результате переговоров Кобзон смог вывести из захваченного террористами зала женщину и троих детей.

#### Общественная работа
Иосиф Кобзон являлся членом правления Федерации еврейских общин России, членом президиума общероссийской общественной организации «Лига здоровья нации».
Являлся куратором оперы Пассажирка композитора Моисея Вайнберга, её первая московская премьера состоялась 27 января 2017 года в Международный день памяти жертв Холокоста в театре Новая опера под руководством режиссёра-постановщика С. Широкова.
Входил в состав Общественного совета при Следственном комитете Российской Федерации.
Занимался благотворительностью.

#### Подозрения в связях с криминалом
С 1995 года Кобзону был закрыт въезд в США из-за подозрений в связях с организованной преступной группировкой. Неоднократные попытки получения американской визы, в том числе с использованием дипломатических каналов, к успеху не привели.
Кобзон дружил с криминальными авторитетами Отари Квантришвили, Алимжаном Тохтахуновым (Тайванчиком), Вячеславом Иваньковым (Япончиком) и другими.

#### Позиция по Украине

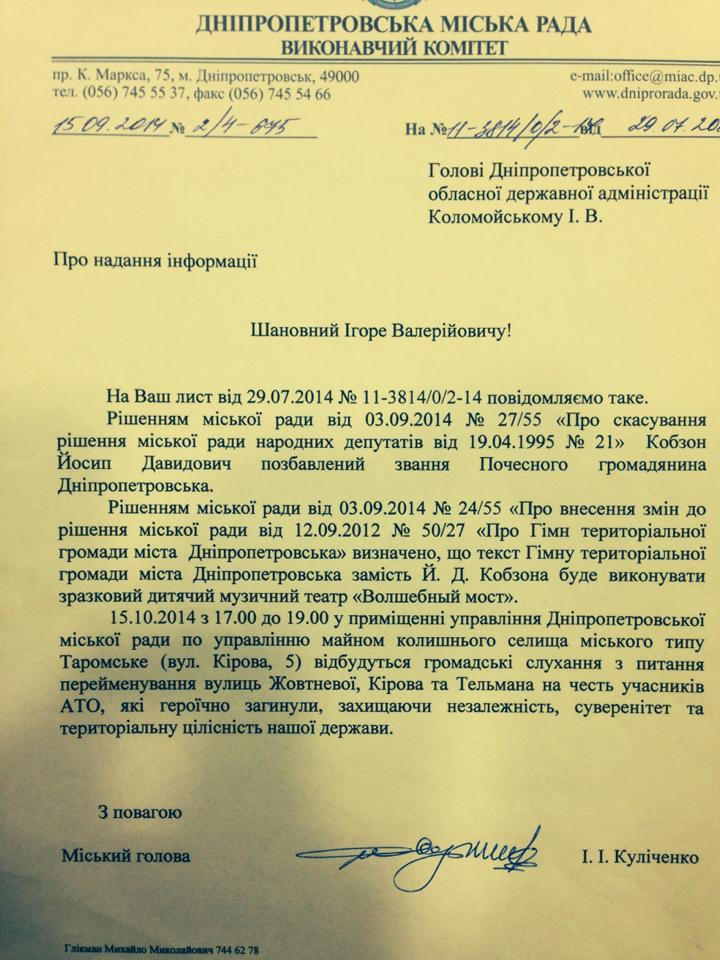
Решение Днепропетровского горсовета о лишении И. Д. Кобзона статуса почётного гражданина города Днепропетровска

В марте 2014 года Кобзон поддержал аннексию Крыма Россией и «республики» на территории Донецкой и Луганской областей Украины, подписал письмо президенту России Владимиру Путину в поддержку аннексии Крыма, неоднократно высказывался в поддержку пророссийских сепаратистов. Разъясняя свою позицию, в интервью корреспонденту газеты «Аргументы и факты» он заявил: «Крым всегда был российским, и то, что его удалось вернуть без единого выстрела, без единой жертвы, — лишнее тому подтверждение. Это единодушное решение народа. Люди по сей день продолжают ликовать по поводу возвращения домой».
5 июля 2014 года выступил с обращением к народу Украины, в котором призвал «остановить карательную операцию против юго-востока», а также оправдывал действия России в Крыму и на Донбассе.
В июле 2014 года Латвия запретила певцу въезд на территорию страны. Министр иностранных дел Латвии Эдгар Ринкевич объяснил запрет «содействием подрыву территориальной целостности и суверенитета Украины».
26 октября 2014 года СБУ заявила о внесении Кобзона в список из нескольких сотен деятелей российской культуры, которым запрещён въезд на Украину из-за их поддержки подрыва территориальной целостности Украины. Сам певец сказал, что ему «плевать на то, что они придумали с пьяных глаз», и он поедет на свою родину на Донбасс. На следующий день он посетил Донецк и Луганск, где передал землякам гуманитарную помощь и выступил с концертами. Аккомпанировал певцу академический ансамбль песни и пляски внутренних войск МВД России.
В 2014 году И. Кобзон был лишён звания «почётный гражданин» ряда городов Украины: в марте — Кобеляк, в сентябре — Днепра, в ноябре — Полтавы. Горсовет Днепра также решил, что он не должен исполнять официальный гимн города «Днепропетровск — мой дом родной». В январе 2015 года городской совет Краматорска, под давлением активистов, лишил певца звания почётного гражданина Краматорска. В июле 2017 года лишён звания «почётный гражданин» Славянска.

Пускай лишают. Для меня не существует Украины, в которой существует фашистский режим. Поэтому я не хочу быть почётным гражданином.
— Иосиф Кобзон
С 28 ноября 2014 года — почётный консул Донецкой Народной Республики в России. Принимал активное участие в организации, сборе и отправке гуманитарной помощи в зону гуманитарного кризиса на востоке Украины.
В феврале 2015 года включён в санкционный список стран Евросоюза как ответственный за дестабилизацию ситуации на востоке Украины за «заявления в поддержку сепаратистов» и участие в аннексии Крыма. Попавшим в санкционный список запрещён въезд в ЕС, а их активы на его территории, если таковые будут обнаружены, будут заморожены. Позднее был включён в санкционные списки Канады и Швейцарии. Был исключён из европейского списка после смерти.
В августе 2015 года СБУ внесла Кобзона в «Список лиц, которые создают угрозу национальной безопасности Украины». В сентябре 2015 года включён в санкционный список Украины. Тогда же певец был удостоен награды Герой Донецкой Народной Республики
25 мая 2016 года Кобзон получил гражданство ДНР. В 2017 году заявил что не имеет паспорта ДНР.
14 мая 2018 года лишён украинских государственных наград указом Президента Украины Петра Порошенко.

### Болезнь и смерть
В начале 2000-х годов у Кобзона начались проблемы со здоровьем. 28 мая 2001 года он лёг на обследование в Центральный военный клинический госпиталь им. А. А. Вишневского, так как его постоянно мучили сильные боли в спине, ему был поставлен предварительный диагноз межпозвонковая грыжа. В процессе обследования выявили сахарный диабет, было назначено множество препаратов через капельницу. Не дождавшись окончания анализов и процедур, он прямо с подключичным катетером (хотя врачи убеждали его в необходимости изъять катетер) отправился с российской делегацией в Астану, где 6—14 июня проходила сессия Международной Ассамблеи столиц и крупных городов стран СНГ, и принимал активное участие в многочисленных встречах и концертах. Через трое суток Кобзон прилетел обратно в Москву в катастрофически ухудшившемся состоянии: лихорадка, температура под 40 °C. Был поставлен диагноз гнойный сепсис, его перевели в реанимационное отделение и начали проводить курс интенсивной терапии. По мнению медиков, заражение крови произошло через катетер, с которым певец летал в Казахстан. С 14 по 30 июня 2001 года находился в состоянии комы.
В 2005 году Кобзон перенёс сложную шестичасовую операцию по поводу рака простаты в Евангелической клинике королевы Елизаветы Херцберге (Берлин, Германия), которую выполнял профессор-уролог Петер Альтхаус. Из Москвы с Кобзоном приехали два российских выдающихся хирурга — профессор Велиев из Боткинской больницы, который ассистировал Альтхаусу, поскольку знает его почерк, и Матвеев из онкологического центра на Каширке. Кроме них, на операции присутствовал друг Кобзона профессор Атрофян. Хирургическое вмешательство привело к резкому ослаблению иммунитета, образованию тромба в лёгочных сосудах (тромбофлебит лёгких), воспалению лёгких и сепсису правой почки.
В 2009 году был прооперирован вторично в немецкой клинике, но неудачно.
Кобзона удалось спасти в онкологическом центре на Каширке, где сложную двухчасовую операцию провёл директор Михаил Давыдов. Певица Лариса Долина говорила: «У него такая сила характера, такая сила воли и такая тяга к жизни, что он перехитрил всё. Он перехитрил смерть. Через пять дней после тяжелейшей операции он приезжает в Юрмалу, выходит на сцену, в отличие от меня и многих наших „звёзд“ поёт вживую».
В октябре 2010 года, выступая на Всемирном форуме духовной культуры в Астане, почувствовал себя плохо и дважды упал в обморок. Врачи прямо на сцене оказали ему помощь, делая искусственное дыхание. По словам специалистов, раковая опухоль привела к анемии, что, в свою очередь, стало причиной потери сознания.
В начале сентября 2015 года Кобзон, который находился в санкционном списке Запада в связи с украинскими событиями 2014 года, сообщил, что получил итальянскую национальную визу для того, чтобы пройти лечение в этой стране. По его словам, виза в Италии была получена им при содействии президента РФ Владимира Путина.

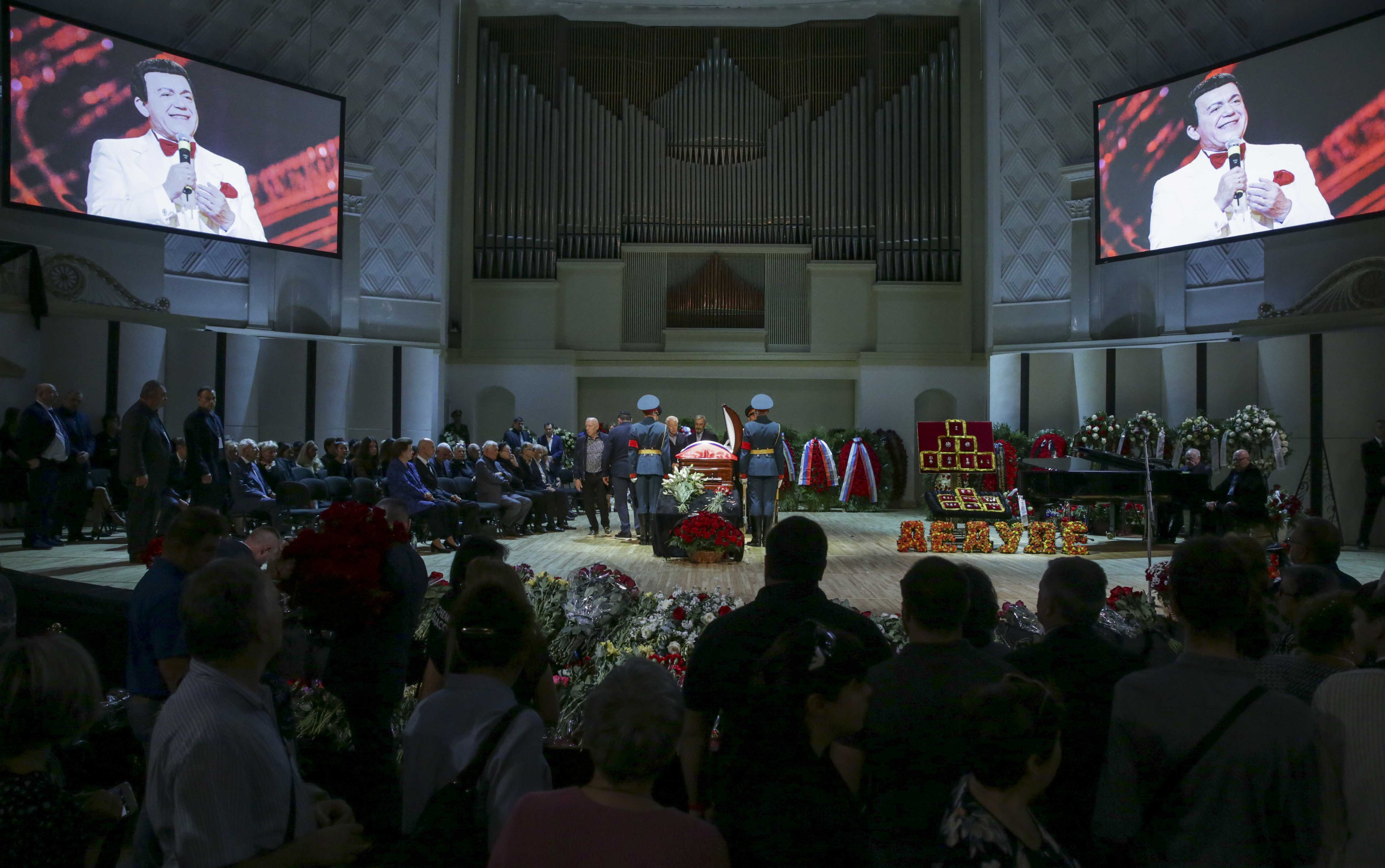
Церемония прощания с Иосифом Кобзоном

22 июля 2018 года Кобзон был госпитализирован в тяжёлом состоянии в одну из клиник г. Москвы. Сначала врачам удалось стабилизировать состояние певца, но спустя шесть дней, 28 июля, артист впал в кому. За две недели до смерти его организм стал резко сдавать и его жизнеспособность поддерживалась только аппаратами. Иосиф Кобзон скончался на 81-м году жизни 30 августа 2018 года, не дожив 12 дней до своего 81-го дня рождения.
Президент России Владимир Путин, Председатель Правительства России Дмитрий Медведев, Президент Белоруссии Александр Лукашенко, лидер КНДР Ким Чен Ын, глава самопровозглашённой ДНР Александр Захарченко (погиб на следующий день 31 августа 2018 года) , а также ряд других российских и зарубежных официальных лиц выразили соболезнования семье певца.
Церемония прощания с певцом прошла 2 сентября 2018 года в концертном зале им. Чайковского. Похоронен с воинскими почестями на Востряковском кладбище Москвы, рядом с матерью (центральная территория, 39 участок). Церемония погребения была проведена по иудейским традициям — его сын Андрей Кобзон прочитал поминальную молитву Кадиш на иврите.

## Семья

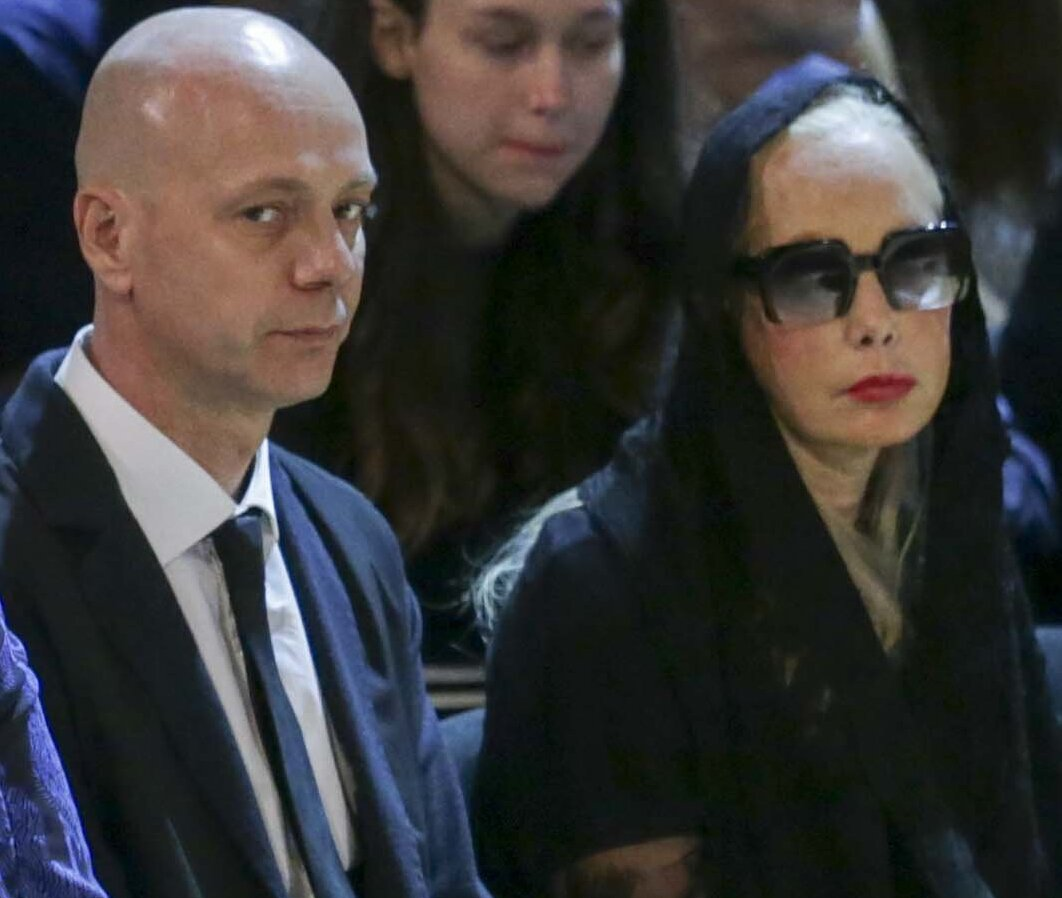
Сын Андрей Кобзон и вдова Нинель Кобзон на похоронах Иосифа Кобзона

Отец — Давид Кунович Кобзон (1908—1990), работал в райисполкоме, в 1939 году его перевели во Львов, назначили начальником отдела кадров львовской конфетной фабрики имени С. М. Кирова, в 1941 году, когда началась война, отца назначили начальником эвакопункта, во время войны был политруком, в 1943 году отец был контужен, после лечения в госпитале демобилизован, встретил другую женщину и женился на ней, остался в Москве.

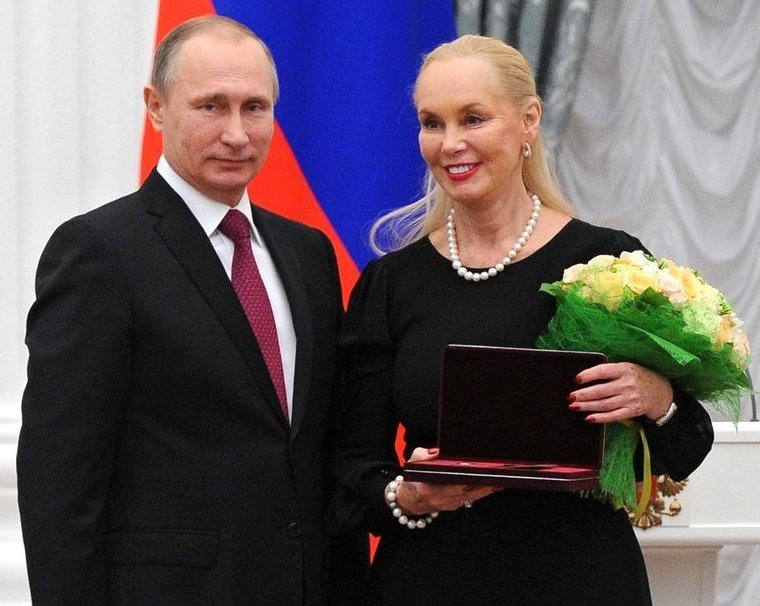
Нинель Кобзон на церемонии присвоения почётного звания «Заслуженный работник культуры России». 2015 год

Мать — Ида Исаевна Шойхет-Кобзон (31.05.1907—07.05.1991) родилась в Подольской губернии, рано потеряла отца и с 13 лет вынуждена была зарабатывать, выращивая табак. В молодости работала на деревообрабатывающей фабрике, в 22 года вступила в ВКП(б). С 1930 года работала народным судьёй, затем начальницей сектора в облпроме, работала заведующей производством мебельного комбината. Певец многократно признавался, что мать играла в его жизни ключевую роль, была нравственным ориентиром.
Отчим — Моисей Моисеевич Раппопорт (1905—1970).
Братья:
Исаак Давыдович Кобзон (1930—09.12.2019) жил в г. Пушкино Московской области.
Эммануил Давыдович Кобзон (1934—19.03.2014).
Сестра — Гелена Михайловна Кандель (род. 1 октября 1948), была замужем за нейрохирургом, профессором Эдуардом Израилевичем Канделем (1923—1990).
Первая жена (1965—1967) — Вероника Петровна Круглова (22.02.1940—24.01.2024), певица.
Вторая жена (1967—1970) — Людмила Марковна Гурченко (12.11.1935—30.03.2011), актриса и певица, народная артистка СССР (1983).
Третья жена (1971—2018) — Нинель (Нелли) Михайловна Кобзон (урождённая Дризина, род. 13.12.1950), Заслуженный работник культуры Российской Федерации (2015), Окончила Всесоюзную творческую мастерскую эстрадного искусства, стала специалистом разговорного жанра.
- Сын — Андрей Иосифович Кобзон (род. 1 января 1974), бизнесмен, ресторатор. Окончил музыкальный институт в Голливуде. В середине 1990-х вместе с Артуром Куриленко и Андреем Цукербергом создал клуб «Джусто». В прошлом ударник группы «Воскресение», затем — «Моральный кодекс», играл с Алексеем Романовым и Андреем Сапуновым (музыкантами «Воскресения»). Затем стал бизнесменом; автор проектов нескольких ресторанов на Новом Арбате («Жигули», «Газгольдер»), в Большом Толмачёвском переулке (ресторан японской кухни), совладелец парижско-московского заведения «Максим». Занимается недвижимостью[107]. Первая жена (до 2006 года) — фотомодель, дизайнер, хозяйка фирмы «Feeric» Екатерина Полянская (род. 1973)[107][108], вторая жена (2007—2011) Анастасия Цой[107].
  - Внучка — Полина Кобзон (род. 1999)
  - Внучка — Анита Кобзон (род. 2001)
  - Внук — Михаил Кобзон (род. 2008)
- Дочь — Наталья Иосифовна Раппопорт-Кобзон (род. 7 декабря 1976), живёт в Лондоне. Работала пресс-секретарём у модельера Валентина Юдашкина. Муж — гражданин Австралии, юрист Юрий Рапопорт[109].
  - Внучка[110][111] — Идель Рапопорт (род. 1999)
  - Внучка — Мишель Рапопорт (род. 2000)
  - Внучка — Арнелла-Мари Рапопорт (род. 2004)
  - Внук — Ален-Джозеф Рапопорт (род. 2010)

Сам Иосиф Кобзон обычно говорил, что у него 10 внуков, имея в виду также опекаемых им двух дочерей первой жены Андрея, рождённых ею во втором браке, и внука своей сестры.
Длительное время состоял в отношениях с Людмилой Петровной Сенчиной (1950—2018), советской и российской певицей, актрисой театра и кино; народной артисткой РФ (2002), заслуженной артисткой Украины (2003).
Проживал вместе с семьей в частном доме в подмосковной Баковке, также владел квартирой в испанском городе Марбелье.

## Награды и звания

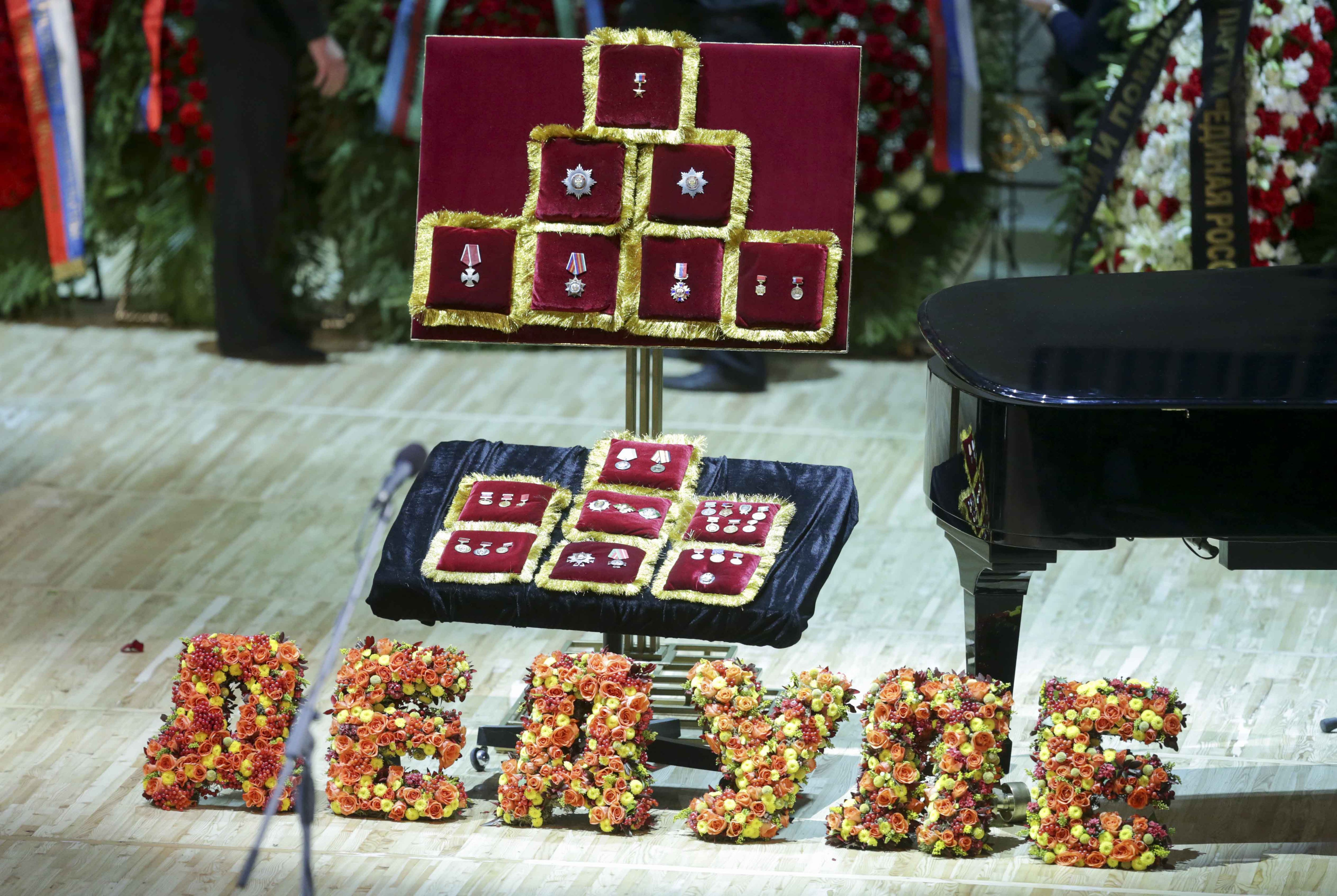
Часть государственных наград Иосифа Кобзона

#### Государственные награды Российской Федерации
- Герой Труда Российской Федерации (21 апреля 2016) — за особые трудовые заслуги перед государством и народом[113]
- Орден «За заслуги перед Отечеством» I степени (25 июня 2012) — за большой вклад в законотворческую деятельность и развитие отечественной культуры[114]
- Орден «За заслуги перед Отечеством» II степени (21 сентября 2002) — за выдающийся вклад в развитие культуры и музыкального искусства[115]
- Орден «За заслуги перед Отечеством» III степени (11 сентября 1997) — за большой личный вклад в развитие музыкального искусства[116][117]
- Орден Мужества (30 декабря 2002) — за мужество и самоотверженность, проявленные при спасении людей в условиях, сопряжённых с риском для жизни[118]
- Знак отличия «За благодеяние» (10 сентября 2017) — за активную благотворительную и общественную деятельность[119]
- Юбилейная медаль «300 лет Российскому флоту» (10 февраля 1996)
- Медаль «В память 850-летия Москвы» (22 февраля 1997)
- Почётная грамота правительства Российской Федерации (17 апреля 2006) — за заслуги в законотворческой деятельности, активное участие в развитии парламентаризма в Российской Федерации и в связи со 100-летием учреждения Государственной думы в России[120]

#### Государственные награды СССР
- Орден Дружбы народов (17 августа 1989) — за заслуги в укреплении культурных связей с Республикой Афганистан[121]
- Медаль «За трудовую доблесть» (1970)
- Медаль «За укрепление боевого содружества» (30 марта 1988)
- Медаль «За доблестный труд. В ознаменование 100-летия со дня рождения Владимира Ильича Ленина» (1 апреля 1970)
- Медаль «В память 1500-летия Киева» (17 мая 1982)
- Медаль «Ветеран труда» (11 ноября 1986)

#### Ведомственные награды
- Медаль «200 лет Министерству обороны» (30 августа 2002)
- Медаль «200 лет МВД России» (4 декабря 2002)
- Медаль «Генерал армии Маргелов» (20 июля 2005)
- Медаль «Генерал-майор Александр Александров» (27 августа 2005)
- Медаль «За содействие ВВ МВД» (12 апреля 2006)
- Памятная медаль «Великий русский писатель лауреат Нобелевской премии М. А. Шолохов 1905—2005» (6 сентября 2004)
- Медаль «За укрепление боевого содружества» (Министерство обороны России)
- Медаль «Участнику военной операции в Сирии» (Министерство обороны Российской Федерации, 2016)[122]
- Знак «Шахтёрская слава» I, II и III (9 сентября 2002) степеней
- Благодарность Министра культуры и массовых коммуникаций Российской Федерации (14 сентября 2005) — за большой личный вклад в развитие законотворчества в сфере культуры и укрепление взаимодействия между органами законодательной и исполнительной власти Российской Федерации[123]
- Благодарность Министра культуры и массовых коммуникаций Российской Федерации (6 декабря 2005) — за многолетнюю плодотворную деятельность в области развития искусства и культуры Российской Федерации[124]

#### Награды субъектов Российской Федерации
- Знак отличия «За заслуги перед Москвой» (Москва, 6 сентября 2002) — за многолетнюю плодотворную работу в области культуры и искусства, большой личный вклад в социально-экономическое и культурное развитие города, укрепление дружбы и сотрудничества между народами[125]
- Знак отличия «За заслуги перед Воронежской областью» (Воронежская область, 5 сентября 2007) — за активную творческую и общественную деятельность, большой вклад в укрепление материальной базы учреждений культуры, духовное и нравственное развитие воронежцев и в связи с 70-летием со дня рождения[126]
- Медаль «За заслуги перед Ставропольским краем» (Ставропольский край, 25 июня 2008) — за большой вклад в развитие культуры и искусства, сохранение и пропаганду лучших образцов патриотической песни России[127]
- Медаль «Во славу Осетии» (Республика Северная Осетия — Алания, 17 июня 2008) — за большой вклад в развитие музыкального искусства в Республике Северная Осетия-Алания[128]
- Медаль «За заслуги перед Чеченской Республикой» (Чеченская Республика, 17 июня 2008) — за заслуги в развитии музыкального искусства, многолетнюю творческую деятельность, получившую признание и широкую известность в Чеченской Республике[129]
- Медаль «Слава Адыгеи» (Республика Адыгея, 29 июня 2008) — за особые заслуги перед Республикой Адыгея и многолетнюю творческую деятельность[130]
- Орден «За заслуги» (Республика Ингушетия, 2008)[131]
- Почётная грамота Правительства Кабардино-Балкарской Республики (2008)
- Знак отличия «За заслуги перед Ульяновской областью» (Ульяновская область, 22 апреля 2015) — за большой личный вклад в реализацию государственной политики в сфере патриотического воспитания граждан, пропаганду духовно-нравственных ценностей и многолетнюю плодотворную общественную деятельность[132]
- Медаль ордена «За заслуги перед Пензенской областью» (Пензенская область, 2015)[133]
- Орден «За заслуги перед Республикой Дагестан» (Республика Дагестан, 11 сентября 2017) — за заслуги перед Республикой Дагестан в области культуры и музыкального искусства[134]

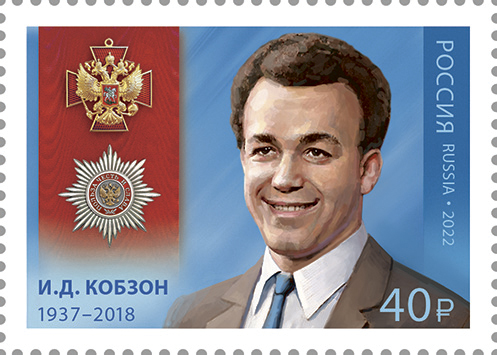
Почтовая марка 2022 год. Серия «Кавалеры ордена „За заслуги перед Отечеством“». Кобзон И. Д.

#### Иностранные награды
- Орден «За заслуги» III степени (Украина, 18 февраля 2000) — за значительные личные заслуги в развитии песенного искусства, многолетнюю плодотворную творческую и общественную деятельность[135]. Лишён ордена указом Президента Украины от 14 мая 2018 года[76]
- Медаль «10 лет Приднестровской Молдавской Республике» (30 сентября 2000)
- Медаль «Астана» (Казахстан, 3 июня 2002)
- Орден «За заслуги» II степени (Украина, 3 июля 2002) — за весомый личный вклад в социально-экономическое и культурное развитие области, высокий профессионализм и по случаю 70-летия образования Донецкой области[136]. Лишён ордена указом Президента Украины от 14 мая 2018 года[76]
- Медаль «За укрепление военного сотрудничества» (Кыргызстан) (5 ноября 2004)
- Юбилейная медаль «50 лет Целине» (Казахстан, 2004)[137]
- Орден Святого Месропа Маштоца (Армения, 2004) — за весомый вклад в развитие и укрепление армяно-российских отношений и культурных связей, а также за активную благотворительную деятельность[138]
- Орден «Слава» (Азербайджан, 27 апреля 2007) — за заслуги в укреплении культурных связей между Российской Федерацией и Азербайджанской Республикой[139][140]
- Офицер ордена Заслуг (Венгрия, 2007)[141]
- Орден «Достык» II степени (Казахстан, 7 декабря 2008) — за значительный вклад в укрепление казахстанско-российских отношений, мира и согласия между двумя народами[142]
- Орден «За заслуги» I степени (Украина, 4 июля 2012) — за весомый личный вклад в социально-экономическое и культурно-образовательное развитие Донецкой области, многолетний добросовестный труд, высокий профессионализм и по случаю 80-летия образования области[143]. Лишён ордена указом Президента Украины от 14 мая 2018 года[76]
- Орден «Дружба» (Азербайджан, 17 сентября 2012) — за плодотворную деятельность в расширении сотрудничества между Российской Федерацией и Азербайджанской Республикой в области музыкальной культуры[144]
- Медаль «За заслуги перед городом Днепропетровск» (Украина, 2013)
- Герой Донецкой Народной Республики (29 августа 2015)[145]
- Почётный знак Главы Луганской Народной Республики «За неоценимый вклад в становление и развитие молодой республики» (2016)[146]
- Почётный знак администрации Луганской Народной Республики «За заслуги перед Луганском» I степени (2016)[147].
- Орден Дружбы (Приднестровская Молдавская Республика, 25 ноября 2016) — за заслуги в укреплении дружбы и культурных связей между Российской Федерацией и Приднестровской Молдавской Республикой, высокое исполнительское мастерство[148]
- Почётный диплом Президента Азербайджанской Республики (Азербайджан, 9 сентября 2017) — за большие заслуги в развитии культурных связей между Российской Федерацией и Азербайджанской Республикой[149]
- Орден Почёта (Армения, 22 сентября 2017) — за значительный вклад в укрепление армяно-российских дружественных отношений и развитие культурных связей[150]
- Орден Дружбы (Южная Осетия) — за выдающийся вклад в развитие искусства, многолетний плодотворный труд и укрепление дружеских связей между Южной Осетией и Российской Федерацией[151]

#### Конфессиональные награды
- Орден святого благоверного князя Даниила Московского II степени (РПЦ, 1998 год)
- Орден преподобного Сергия Радонежского II степени (РПЦ, 2002 год)
- Орден преподобного Нестора Летописца I степени (УПЦ МП)
- Орден «Аль-Фахр» I степени (Совет муфтиев России, 25 октября 2010)
- Орден святого равноапостольного великого князя Владимира I степени (УПЦ МП)
- Орден «Славы и Чести» II степени (РПЦ, 11 сентября 2012) — во внимание к трудам и в связи с отмечаемым юбилеем[152]

### Почётные звания
Звания народного и заслуженного артиста:
- Заслуженный артист Чечено-Ингушской АССР (1964 год);
- Заслуженный артист РСФСР (4 февраля 1974) — за заслуги в области советского музыкального искусства;[153]
- Народный артист Дагестанской АССР (1974 год);
- Народный артист РСФСР (30 мая 1980) — за заслуги в области советского музыкального искусства;[154]
- Народный артист СССР (30 сентября 1987) — за большие заслуги в развитии советского музыкального искусства;[155]
- Народный артист Украины (27 декабря 1991) — за выдающиеся заслуги в развитии музыкального искусства, пропаганду украинской песни[156]. Лишён звания указом Президента Украины от 14 мая 2018 года[76];
- Заслуженный гражданин Молдавии (Om Emerit) (Молдавия, 21 июня 2007) — в знак признания особых заслуг в развитии музыкального искусства, за вклад в укрепление молдо-российских культурных связей и плодотворную творческую деятельность[157][158];
- Заслуженный артист Республики Адыгея (1992 год);
- Заслуженный деятель искусств Автономной Республики Крым (21 марта 2002) — за значительный личный вклад в социально-экономическое и культурное развитие Крыма, укрепление дружбы и сотрудничества между братскими народами[159][160]
- Народный артист Республики Калмыкия (2007 год)[161]
- Заслуженный деятель искусств Карачаево-Черкесской Республики (24 июня 2008) — за высокий профессионализм, многолетнюю творческую деятельность и выдающиеся заслуги в развитии исполнительского искусства;[162]
- Народный артист Республики Северная Осетия — Алания (2008 год)
- Народный артист Приднестровской Молдавской Республики (9 мая 2014) — за личный вклад в укрепление культурных связей между Российской Федерацией и Приднестровской Молдавской Республикой, высокое исполнительское мастерство[163]
- Народный артист Республики Мордовия (2015 год)[164]
- Народный артист Луганской Народной Республики (2015 год)[165]
- Народный артист Донецкой Народной Республики (2015 год)[166]

Почётный гражданин:
Кобзону были присвоены звания почётного гражданина 29 городов — Анапы (30 мая 2003), Саратова (1998), Братска (26 августа 1994, — за большой творческий вклад в культурную жизнь г. Братска), Донецка (2007, — за весомый личный вклад в развитие культуры в городе Донецке, активную общественную деятельность, развитие культурных и дружественных связей между городами Донецк и Москва), Бишкека (1997), Днепропетровска (1995, лишён звания 3 сентября 2014 года), Краматорска (4 февраля 1997, лишён звания 28 января 2015 года), Ногинска (15 мая 1997, — за большие заслуги в развитии культурных связей жителей Ногинского района с деятелями искусств, огромный личный вклад в дело воспитания гражданской позиции, патриотизма и пропаганду советской песни, значительные личные заслуги в развитии песенного искусства, многолетнюю плодотворную творческую и общественную деятельность), Полтавы (2002, лишён звания 25 ноября 2014 года), Славянска (1999, лишён 26 июля 2017 года), Часова Яра, Черкесска (27 июня 1997, Артёмовска
(лишён звания 11 февраля 2023 года), Горловки, Енакиево (властями ДНР в 2015 году за весомый личный вклад в развитие культуры в Донецком крае, активную многолетнюю общественную деятельность, направленную на решение задач патриотического и культурного воспитания народа, а также активную благотворительную деятельность, развитие культурных связей между Москвой и Донецкой народной республикой, Енакиевским городским советом), Краснодара (20 ноября 1992, — за выдающиеся заслуги в творческой деятельности, воспитании у краснодарцев через песню высоких нравственных качеств), Тынды (27 ноября 1985) и других.
Также Кобзон почётный гражданин Усть-Ордынского Бурятского автономного округа (2002 год) и Агинского Бурятского автономного округа (26 февраля 2001, — за заслуги в развитии культуры).
- Почётный гражданин Саратовской области (10 февраля 1998) — за многолетние культурные связи и развитие эстрадного искусства[193]
- Почётный гражданин Москвы (11 марта 2009) — за заслуги и большой вклад в организацию и развитие отечественной культуры, многолетнюю деятельность, направленную на решение задач патриотического и культурного воспитания российского народа, а также активную благотворительную деятельность в городе Москве и других регионах Российской Федерации[194][195].
- Почётный гражданин Забайкальского края (22 сентября 2010) — за большой личный вклад в социально-экономическое и культурное развитие Забайкальского края[196]
- Почётный гражданин Донецкой области (2012)[197]
- Почётный гражданин Донецкой Народной Республики (2015 год)[198]
- Почётный гражданин Кемеровской области (4 мая 2016) — за выдающиеся заслуги перед Кемеровской областью[199]

### Премии

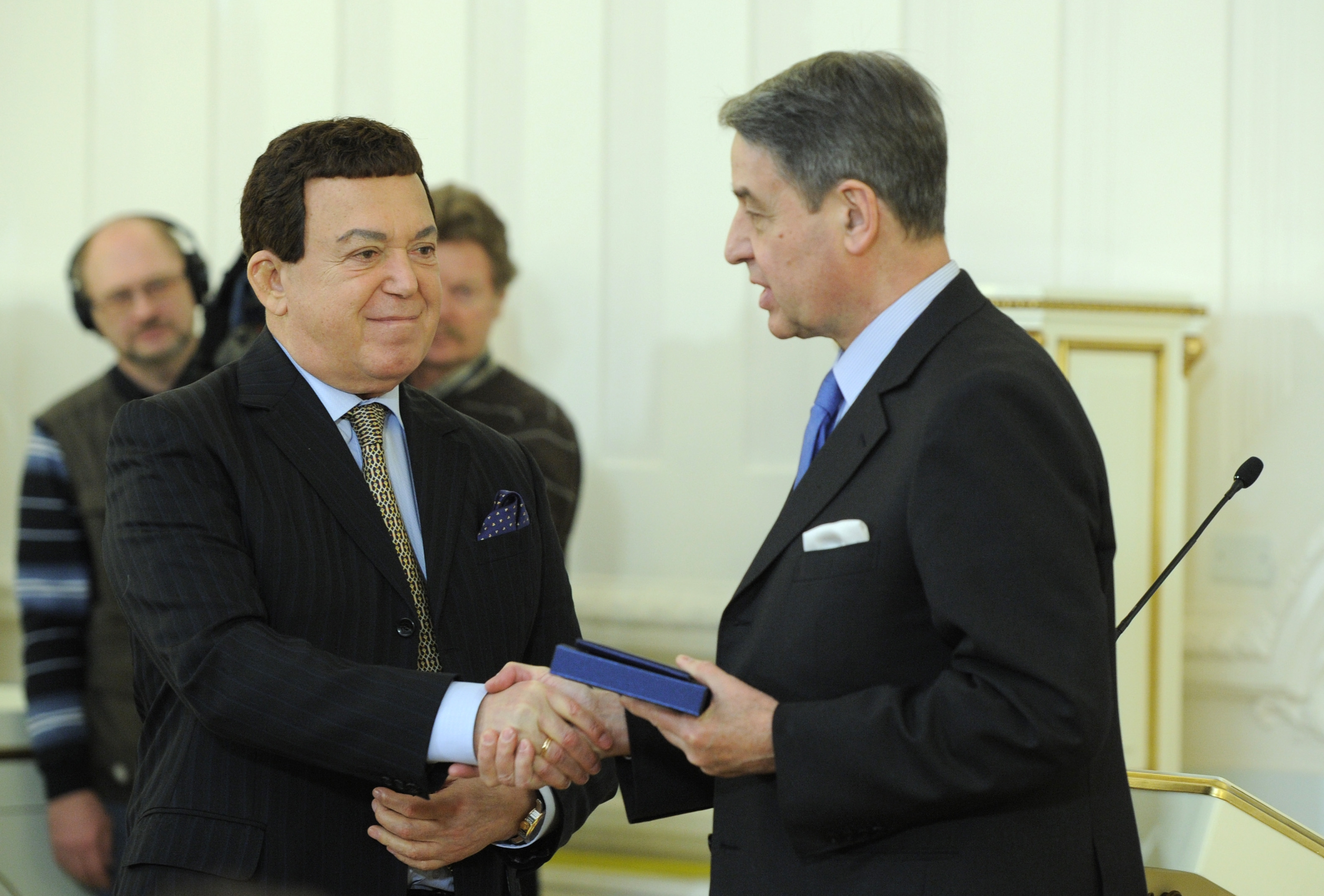
Вручение премии Правительства России за 2011 год в области культуры

- Государственная премия СССР 1984 года в области литературы, искусства и архитектуры (1 ноября 1984) — за концертные программы 1980—1983 годов[200]
- Премия Ленинского комсомола (1976) — за концертные программы 1974—1975 годов, активную пропаганду советской комсомольской песни[19].
- Премия ФСБ России (2009) — за творческий вклад в патриотическое воспитание российских граждан[201].
- Премия Правительства Российской Федерации 2011 года в области культуры (26 декабря 2011) — за исполнение песен военных лет в музыкально-театрализованном проекте «Письма с фронта»[202]
- Гран-при украинского конкурса «Фаворит Олимпа — 2003»[203] — за вклад в развитие шоу-бизнеса Украины и укрепление украино-российских культурных связей[204].
- Премия «Человек года» в номинации «Общественная деятельность» — за большой вклад в жизнь еврейской общины России[205].
- Премия им. Святослава Фёдорова (2003).
- Премия им. Михаила Ломоносова.
- Гран-при национальной премии «Россиянин года» (2005)[206].
- Российская национальная премия «Овация» в номинациях «Живая легенда» (1995), «Лучший гастрольный тур десятилетия» (2001), «Мэтры» (2008).
- Премия города Москвы 2007 года «Легенда века» (11 сентября 2007) — за выдающиеся заслуги в области эстрадного искусства, значительный вклад в нравственное и духовное развитие общества и многогранную общественную деятельность[207].
- Международная премия «Чернобыльская звезда» в области литературы и искусства (2009).
- Почётная премия РАО «За вклад в развитие науки, культуры и искусства»[208].
- Российская премия Л. Э. Нобеля (Фонд Людвига Нобеля, Санкт-Петербург)[209].
- Международная премия Дружбы народов «Белые журавли России» в номинации «Голос Дружбы» (2015).
- Международная литературно-медийная премия имени Олеся Бузины в номинации «Гражданская позиция» (2016)[210].
- Премия МВД России.
- Премия Министерства обороны Российской Федерации в области культуры и искусства (2017) — за вклад в развитие культуры[211].
- Приз «Золотой диск» фирмы «Мелодия».

### Прочие
- Орден «Звезда созидания»[212]
- Почётная медаль Правления Советского фонда мира (1987)
- Почётная медаль «Борец за мир» Советского комитета защиты мира (10 сентября 1987)
- Почётный доктор Российского государственного социального университета (2003)[213]
- Медаль «15 лет вывода советских войск из Демократической Республики Афганистан» (2004)
- Почётный профессор МГУ (2008)[214]
- Медаль Вольфганга Моцарта (Международная академия естественных наук, 2010)
- Орден общественного признания граждан РФ «Польза, честь и слава» (17 декабря 2015)
- Почётный член Российской академии художеств[215]
- Почётный титул «Выдающийся деятель культуры» (2003) — за выдающийся вклад в историческое развитие России
- «Почётный работник Федеральной службы судебных приставов» (2011)[216]
- Академик Российской академии гуманитарных наук (1996)
- В сентябре 2017 года имя Иосифа Кобзона было увековечено на аллее звёзд российского цирка в фойе здания Большого Московского государственного цирка[217]. Как отмечает генеральный директор БМГЦ Эдгард Запашный, «При жизни успели и Кобзону звезду открыть, он сделал для цирка больше, чем все чиновники вместе взятые»[218].
- Орден «За выдающийся вклад в развитие тибетской медицины»[219].
- Гранд-премия «КиноВатсон».
- Постановлением Правительства Москвы от 15 сентября 2020 года безымянному проезду в московском районе Хорошёво-Мнёвники, проходящему на север от улицы Паршина вдоль канала Хорошёвское спрямление было присвоено наименование «Набережная Иосифа Кобзона»[220].

Другие почести:
- Лауреат Всероссийского конкурса артистов эстрады (1964)
- Лауреат Международного фестиваля эстрадной песни в Сопоте, в Польше (1964, специальный приз)
- Лауреат Всесоюзного конкурса исполнителей советской песни (1966)
- Лауреат Международного фестиваля эстрадной песни «Дружба-66» (победитель трёх туров в Варшаве (Польша), Берлине (ГДР) и Будапеште (Венгрия, 1966)
- Лауреат Международного фестиваля эстрадной песни «Золотой Орфей» в Болгарии (1968, 3-я премия)
- Награда «Святая София» (2007, Министерство культуры Болгарии)[221]
- Специальная номинация «Мемориальная премия» Российской национальной музыкальной премии «Виктория» (2018)

## Факты
- В 1980-х годах в ансамбле Кобзона играл Пётр Подгородецкий. В автобиографии «Машина с евреями»[46] Подгородецкий описывает Кобзона так:

«Настоящая Глыба. Я работал у него клавишником пять лет и очень многому научился. Великий бизнесмен, организатор, политик и просто человек».

- Упоминался в песне группы «Алиса» 1991 года «Всё это рок-н-ролл»: «Где каждый в душе Сид Вишес, а на деле Иосиф Кобзон»[222].
- У постсоветской группы «Бригадный подряд» существует шуточная песня «Кобзон».
- Один раз в жизни Кобзон выступал под псевдонимом Юрий Златов[223], который ему придумал Аркадий Островский[224].
- Кобзон в совершенстве владел только русским и украинским, но, по его словам, ему было достаточно месяца пребывания в новой стране для уверенного изъяснения с иностранцами[225].
- Кобзон утверждал, что текст биографии «Как перед Богом. Воспоминания и размышления», которую журналист Николай Добрюха выпустил от его лица, не был с ним согласован[224].
- В 2012 году выпустил книгу «Кобзон Советского Союза»[224].
- 22 ноября 2013 года было принято решение о регистрации торгового знака «Иосиф Кобзон»[226].
- При создании сериала «Людмила Гурченко» (2015) послужил прототипом персонажа — четвёртого мужа Гурченко Вадима Орлова (роль исполнил актёр Евгений Миллер).
- В сериале «Эти глаза напротив» (2015) в роли Кобзона — Филипп Горенштейн.
- Свой знаменитый чёрный парик Кобзон надел в 35 лет. Его мать рассказывала, что однажды он вышел на улицу в сорокаградусный мороз без шапки и повредил волосяные луковицы. Накладку певец не снимал даже на пляже и говорил, что только жена видит его без парика.
- В книге «Свой Кобзон» утверждается, что во время одной из командировок в Афганистан Кобзон намеревался совершить самоубийство[227].

## Пародии
- Кобзона пародировали в программах «Большая разница»[228], «Большая разница по-украински»[229] , «Революция по-нашему»[230] и шоу «Точь в Точь», и «Один в один»
- На эстраде Кобзона пародировали Владимир Винокур, Михаил Евдокимов, Максим Галкин, Игорь Христенко и другие.
- Кукла, изображающая Кобзона, была одним из персонажей шоу «Куклы» на НТВ.

## Дискография

### Грампластинки

#### Синглы на 78 об/мин
- 1963 «И опять во дворе/ Ты — моё земное притяжение» (Мособлсовнархоз РСФСР Апрелевский завод грампластинок, 39883-4)
- 1963 «Девчонки танцуют на палубе/ Марчук играет на гитаре» («Аккорд», 0040193-4)
- 1963 «Посидим, помолчим/ И на Марсе будут яблони цвести» (Мособлсовнархоз РСФСР Апрелевский завод грампластинок, 40419-20)
- 1963 «Пусть всегда будет солнце/ Пожелай удачи» (Мособлсовнархоз РСФСР Апрелевский завод грампластинок, 41063-4)
- 1963 «Бирюсинка/ Солдатское раздумье» (Мособлсовнархоз РСФСР Апрелевский завод грампластинок, 41113-4)
- 1964 «Иосиф Кобзон» («Аккорд», 0042515-16)
- 1965 «Волшебница в белом халате/ Незаметная девочка» («Мелодия», 44523-4)
- 1965 «Планета-целина/ Песня моего друга» («Мелодия», 44649-50)
- 1966 «Белый свет/ Приходи» («Мелодия», 45143-4)
- 1966 «Идёт девчонка/ Ты мечтаешь о дальних полётах» («Мелодия», 0045203-4)
- 1966 «Девушка с янтарного берега/ Журавлёнок» («Мелодия», 45463-4)
- 1966 «Аист/ Морзянка» («Мелодия», 45465-6)
- 1967 «А ты будь нежна/ Прошло три года» («Мелодия», 46393-4)
- 1967 «Русский чай/ Там, где любит ветер спать» («Мелодия», 46501-2)
- 1967 «Луна/ Эта любовь лучше» («Мелодия», 46503-04)
- 1969 «Звёзды России/ Доверчивая песня» («Мелодия», 47837-8)
- 1969 «Только лебеди пролетали/ Почтовый ящик» («Мелодия», 47855-6)

#### Миньоны, синглы
- 1970 «Поёт Иосиф Кобзон» (EP, «Мелодия», Д 00029015-6)
- 1970 «Поёт Иосиф Кобзон» (EP, «Мелодия», Д 00028507-08)
- 1971 «Пее Йосиф Кобзон» (EP, «Балкантон», ВТМ 6344), маленькая грампластинка, выпущена в Болгарии
- 1972 «Иосиф Кобзон» (SP, «Мелодия», ГД-0002783)
- 1990 «Моя Полтава» (EP, «Мелодия», С92 30671 008)

#### Гибкие пластинки
- 1968 «Иосиф Кобзон» («Мелодия», ГД-000929-30)
- 1969 «Поёт Иосиф Кобзон» («Мелодия», ГД-0001331-2)
- 1969 «Иосиф Кобзон» («Мелодия», ГД 0001413-4)
- 1970 «Иосиф Кобзон» («Мелодия», ГД 0001837-8)
- 1970 «Иосиф Кобзон» («Мелодия», ГД 0001907-8)
- 1972 «Иосиф Кобзон» («Мелодия», ГД-0002783)
- 1972 «Иосиф Кобзон» («Мелодия», ГД 0003153-4)
- 1973 "Песни из к/ф «Семнадцать мгновений весны» («Мелодия», ГД 0003703)
- 1975 «Песни Матвея Блантера» («Мелодия», Г62-05161-2)
- 1976 «Иосиф Кобзон» («Мелодия», Г62-05297-98)
- 1981 «Любимая. Иосиф Кобзон поёт песни Оскара Фельцмана на стихи Расула Гамзатова» («Мелодия», Г62-08445-6)
- 1981 «Танго, танго, танго…» («Мелодия», Г62-08619-20)

#### Долгоиграющие пластинки
- 1967 «Поёт Иосиф Кобзон» («Мелодия», Д 17789-90)
- 1970 «Поёт Иосиф Кобзон» («Мелодия», С01763-4)
- 1970 «Иосиф Кобзон» («Мелодия», (Д 027933-4)
- 1972 «Иосиф Кобзон» («Мелодия», Д 033565-6)
- 1974 «Иосиф Кобзон» («Мелодия», С60-05303-4)
- 1976 «Поёт Иосиф Кобзон» («Мелодия», С60-06863-4)
- 1978 «Вспоминайте, люди» («Мелодия», С60-10275-76)
- 1978 «Романсы и русские песни» («Мелодия», С60-10667-8)
- 1979 «Алла Пугачёва/ Иосиф Кобзон» («Мелодия», 33С60-12239-40)
- 1980 «Танго, танго, танго…» («Мелодия», С60-15763-64)
- 1981 «А всё — таки марши» («Мелодия», С60-16307-8)
- 1981 «Ласковая песня» («Мелодия», С60-17811-12)
- 1984 «Лунная рапсодия» («Мелодия», С60 21025 002)
- 1985 «Поклонимся великим тем годам» («Мелодия», С60 22733 007)
- 1985 «Счастливых дней карусель» («Мелодия», С62 22135 004)
- 1986 «Забытое танго» («Мелодия», С60 24791 002)
- 1987 «Песня не прощается с тобой» («Мелодия», С60 26111 005, С60 26109-10 007)
- 1989 «Пою тебе, граница» («Мелодия», С90 28257 004)
- 1990 «Сыпь, тальянка» Григорий Пономаренко, Сергей Есенин («Мелодия», С60 29625 001)
- 1990 «Благословляю всё, что было» Григорий Пономаренко, Александър Блок («Мелодия», С60 29623 007)

#### Сборники
- 1964 «Песни юности»
- 1965 «Песни А. Островского» («Мелодия», Д 16003-4)
- 1969 «Песни нашей Родины»

### Магнитоальбомы (компакт-кассеты)
- 1971 «Иосиф Кобзон» («Мелодия», СМ00072)
- 1975 «Иосиф Кобзон» («Мелодия», СМ00409)
- 1977 «Иосиф Кобзон» («Мелодия», СМ00626)
- 1980 «Романсы и русские песни» («Мелодия», СМ00920)
- 1981 «А всё-таки марши» («Мелодия», СМ00963)
- 1982 «Ласковая песня» («Мелодия», СМ01082)
- 1984 «Лунная рапсодия» («Мелодия», СМ01288)

### Компакт-диски
- 1989 «Иосиф Кобзон поёт песни Григория Пономаренко» («Мелодия», MEL CD 60 00125)
- 1994 «Чёрные глаза» («RDM», CDRDM 4 03 023)
- 1994 «Ямщик, не гони лошадей» («RDM», CDRDM 4 03 022)
- 1996 «Мне доверена песня (антология)» («Solo Florentin», 36-39)
- 1996 «Люстры старинного зала» («Solo Florentin», 36-39)
- 1996 «Звёзды на небе» («Solo Florentin», 36-39)
- 1996 «Не покидает нас весна» («Solo Florentin», 36-39)
- 1997 «Прощальный концерт» («ZeKo Records», ЗД-355)
- 1997 «Белое солнце» («ZeKo Records», ЗД-309)
- 1997 «Вы помните» — песни Г. Пономаренко на стихи С. Есенина («ZeKo Records», ЗД-314)
- 1997 «Выйду на улицу» — руские песни («ZeKo Records», ЗД-312)
- 1997 «Златые горы» — руские песни («ZeKo Records», ЗД-313)
- 1997 «Русское поле» («ZeKo Records», ЗД-308)
- 1997 «Среди миров» («ZeKo Records», ЗД-316)
- 1997 «Я — артист» («ZeKo Records», 3Д-298/299)
- 1997 «Я обязательно вернусь» — песни Г. Пономаренко на стихи Ал. Блока («ZeKo Records», ЗД-315)
- 1999 «Летят перелётные птицы» — песни М. Блантера («ОРТ-Рекордс», ОРТ CD 0059/2-99)
- 1999 «Дивлюсь я на небо» («ОРТ-Рекордс», ОРТ CD 0059/5-99)
- 1999 «Yiddishe Mame» (еврейские песни) («ОРТ-Рекордс», ОРТ CD 0059/6-99)
- 1999 «Очарована, околдована» («ОРТ-Рекордс», ОРТ CD 0059/7-99, ОРТ CD 0059/8-99)
- 1999 «Москва златоглавая» («ОРТ-Рекордс», ОРТ CD 0059/9-99, ОРТ CD 0059/10-99)
- 1999 «Покуда слышен голос мой» («ОРТ-Рекордс», ОРТ CD 0059/11-99)
- 1999 «Вечерний звон» («ОРТ-Рекордс», ОРТ CD 0059/1-99)
- 2002 «Песня остаётся с человеком» («Парк Звёзд», CD-26-1)
- 2002 «Поклонимся великим тем годам» («Moroz Records», MR 02510 CD)
- 2002 «Как ротный простой запевала» («Moroz Records», MR 02512 CD)
- 2002 «Русь моя, жизнь моя» («Moroz Records», MR 02511 CD)
- 2002 «Песнь о солдате» («Moroz Records», MR 02513 CD)
- 2002 «Песня моя — судьба моя» («Moroz Records», MR 02514 CD)
- 2002 «Великие исполнители 20 века» («Moroz Records», MR 02433)
- 2002 «Одна-єдина»
- 2002 «Золотой век русской эстрады» («S.T.R. Records», ZSR CD 252—2611/1/2-02)
- 2003 «Моя Одесса» — песни О. Б. Фелцмана («Ukrainian Records»)
- 2005 «Посвящение другу» (Фирма Грамзаписи Никитин, ТФН — CD 322/05)
- 2006 «Не замести снегами память» (Международный фонд памяти Арно Бабаджаняна)
- 2006 «Человек беспокойного счастья» («Мелодия», MEL CD 60 01177)
- 2007 «Пока я помню, я живу» («Монолит», MT 715391-122-1)
- 2007 «Мгновения» («Монолит», МТ 715391-220-1)
- 2007 «Душевные песни Иосифа Кобзона»
- 2007 «И пока на земле существует любовь»
- 2008 «Только лучшее»
- 2009 "Из истории советской песни. Иосиф Кобзон и группа «Республика» («Квадро-Диск», KTL09-142)
- 2009 «Лучшие песни» («Zebra Studio», «Digital Records»)
- 2009 «Всё повторяется» («Квадро-Диск», KTL09-059)
- 2011 «Лучшее» («Star Mark», 28851-1/2)
- 2012 «Я люлблю тебя, жизнь» («Мелодия», MEL CD 60 02029)
- 2013 «Легендарные песни»
- 2013 «А жизнь продолжается (Любимое неизданное)»
- 2017 «Мой путь» («United Music Group», UMG17 CD-0367-1, UMG17 CD-0367-2)
- 2018 «20 песен о любви» («MusicRT»)

## Фильмография
- 1981 — фильм Мы, нижеподписавшиеся — камео
- 1984 — фильм Наследство — эпизод
- 2003 — клип «Санкт-Петербург» в составе звёзд эстрады
- 2006 — фильм Парк советского периода — камео
- 2005 — клип «Отрекаюсь от любви», дуэт с Татьяной Недельской
- 2008 — клип «Платье», с группой «Республика»
- 2008 — фильм Амнистия от президента — эпизод
- 2009 — клип «Родные люди», дуэт с Дианой Гурцкой
- 2010 — клип «Белый свет», с группой «Республика»
- 2011 — клип «Вечерняя застольная», трио с Александром Розенбаумом и Григорием Лепсом
- 2011 — клип «День Победы»
- 2012 — клип «Последняя любовь», дуэт с Натальей Бучинской
- 2013 — клип «Вишнёвые розы», с группой «Республика»
- 2013 — клип «Душа», с группой «Республика»
- 2014 — клип «Доля женская — воля мужская».
- 2014 — фильм Газгольдер — камео
- 2015 — клип «Не забывайте нас», дуэт с Иракли
- 2015 — клип «Не исчезай», дуэт с Тимуром TIMBIGFAMILY

## Память

### Прижизненные памятники и статуи
- 30 августа 2003 года в Донецке на площади у Дворца молодёжи «Юность» был установлен памятник Кобзону[231].
- В 2017 году в посёлке Агинском, административном центре Агинского Бурятского округа Забайкальского края, был установлен бюст Кобзона[232].

### Посмертные памятники и статуи
- 21 мая 2019 года у главного входа Института театрального искусства открыли памятник Иосифу Кобзону[233].
- 30 августа 2019 года, в первую годовщину смерти Иосифа Кобзона, на его могиле был установлен гранитный памятник с бронзовой статуей[234].
- 19 октября 2019 года в Национальном молодёжном театре Республики Башкортостан имени Мустая Карима открыта мемориальная доска Иосифу Кобзону[235][236]. В октябре 2017 года здесь состоялся один из последних концертов певца.
- 16 марта 2020 года на здании Российской академии музыки им. Гнесиных на Поварской улице, 30/36 в Москве установлена памятная доска Иосифу Давыдовичу. Именно там сначала учился, а потом преподавал Кобзон[237][238].
- 9 сентября 2022 года в Москве в сквере в Оружейном переулке открыли памятник Иосифу Кобзону (архитектор Денис Бобылёв, скульптор — Дмитрий Клавсуц)[239][240].

### В честь Кобзона названы
- Малая планета (3399) Кобзон, открытая советским астрономом Крымской астрофизической обсерватории Н. С. Черных 22 сентября 1979 года[241].
- Улицы в родном городе Кобзона Часов Яр (позже переименована в улицу Мира)[242], Магасе[243] и в Баковке (микрорайон Одинцова Московской области, где с 1976 года певец жил со своей семьей)[244].
- Автономная некоммерческая организация «Образовательная организация высшего образования „Институт театрального искусства“» носит имя Иосифа Кобзона[245].
- Гагаринская детская музыкальная школа[246].
- Кемеровский областной (Кузбасский) колледж культуры и искусств[247].
- Набережная Иосифа Кобзона в Москве.

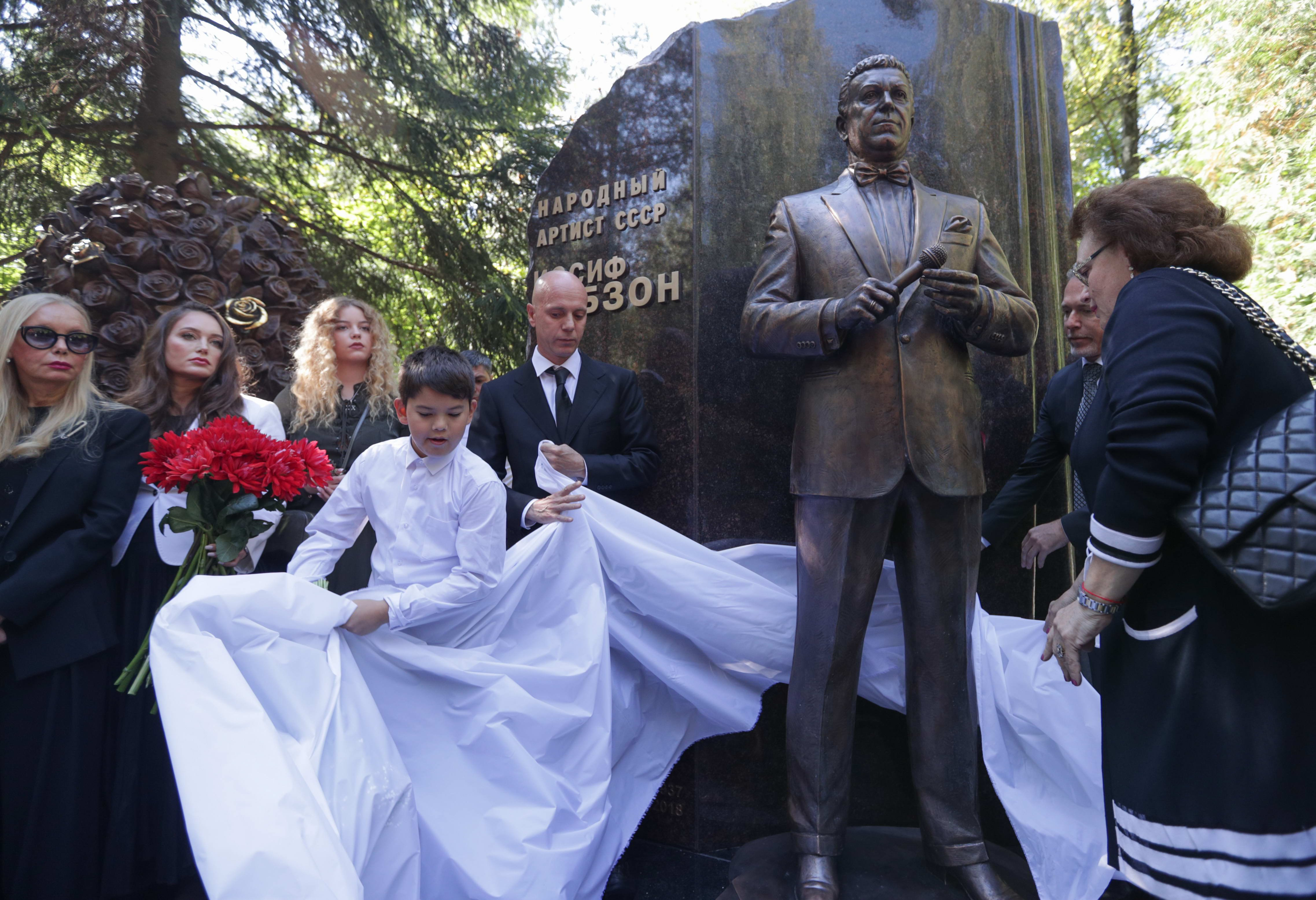
Открытие памятника на могиле Иосифа Кобзона на Востряковском кладбище в Москве
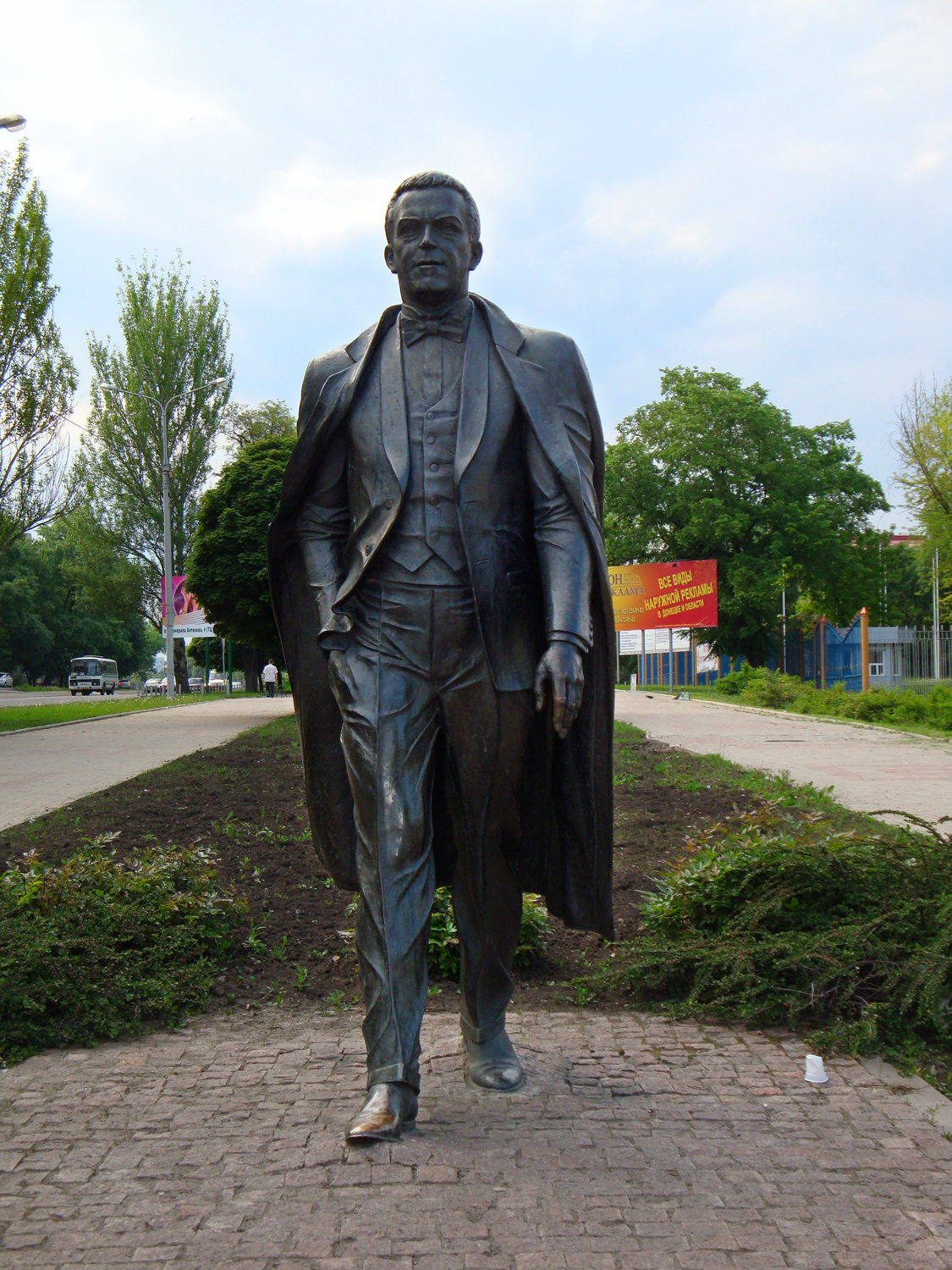
Прижизненный памятник Иосифу Кобзону в Донецке
Прижизненный бюст Иосифа Кобзона в селе Агинское

### Музыкальные композиции
- За несколько дней до смерти Кобзона, украинская группа «Жадан і Собаки» выпустила клип на одноимённую песню[248].

### В литературе
- Об Иосифе Кобзоне рассуждает герой пьесы Венедикта Ерофеева «Вальпургиева ночь, или Шаги Командора» (1985):

У нас во́ как поют! а у них — какие-нибудь там Ротару и Кобзоны… А я бы эту прекрасную Софию Ротару утопил бы — вот только не знаю, где́ лучше, в говне или проруби. А прекрасного Иосифа Кобзона за чекушку продал бы в Египет… Хо-хо! только и делов!